# Józef Beck
Józef Beckⓘ (ur. 4 października 1894 w Warszawie, zm. 5 czerwca 1944 w Stănești) – polski polityk, dyplomata, bliski współpracownik Józefa Piłsudskiego, pułkownik dyplomowany artylerii Wojska Polskiego.
Kawaler Orderu Orła Białego i Orderu Virtuti Militari.

## Życiorys
Członek POW, w latach 1914–1917 żołnierz Legionów Polskich i adiutant Józefa Piłsudskiego. Attaché wojskowy RP w Paryżu i Brukseli w okresie 1922–1923. W latach 1924–1925 był słuchaczem rocznego Kursu Doszkolenia w Wyższej Szkole Wojennej w Warszawie. Z dniem 15 października 1925, po ukończeniu kursu i uzyskaniu tytułu oficera Sztabu Generalnego, przydzielony został do Oddziału IIIa Biura Ścisłej Rady Wojennej na stanowisko szefa wydziału.
W 1926 r. w czasie zamachu majowego opowiedział się po stronie Józefa Piłsudskiego. W latach 1926–1930 szef gabinetu ministra spraw wojskowych, od 25 sierpnia do 4 grudnia 1930 – wicepremier w rządzie Józefa Piłsudskiego, a następnie (do 1932) – wiceminister spraw zagranicznych. Od 2 listopada 1932 minister spraw zagranicznych, samodzielnie kierował polską polityką zagraniczną aż do wybuchu II wojny światowej. Starał się stosować politykę równowagi w stosunkach między dwoma wielkimi sąsiadami Rzeczypospolitej – ZSRR i Niemcami. Przyczynił się do zawarcia z ZSRR (25 lipca 1932 w Moskwie) paktu o nieagresji i podpisania (26 stycznia 1934 w Berlinie) deklaracji o niestosowaniu przemocy z Niemcami. Przez przeciwników oskarżany o prowadzenie polityki proniemieckiej i antyfrancuskiej. Spowodował włączenie do Polski Zaolzia po układzie monachijskim, a przed aneksją Czecho-Słowacji przez Niemcy. Jesienią 1938 i wiosną 1939 zdecydowanie odrzucił składane Polsce przez Niemcy propozycje, w których jako rekompensatę za zgodę na przyłączenie Gdańska do Rzeszy i zbudowanie eksterytorialnej autostrady przez polskie Pomorze do Prus Wschodnich Niemcy proponowali udział Polski w pakcie antykominternowskim, wspólną wojnę z Rosją Sowiecką oraz przedłużenie paktu o nieagresji z 10 do 25 lat. Doprowadził do zawarcia w 1939 sojuszu z Wielką Brytanią. Po agresji sowieckiej na Polskę, w nocy z 17 na 18 września 1939 ewakuował się wraz z rządem do Rumunii, gdzie został internowany. Generał Władysław Sikorski pod wpływem otoczenia (m.in. Stanisława Kota) uniemożliwił jego wyjazd na Zachód, pomimo wydanej wizy angielskiej. Władze rumuńskie nie wydały go Niemcom. W Rumunii napisał tom pamiętników Ostatni raport. Zmarł na gruźlicę w Stănești 5 czerwca 1944. Jego drugą żoną była Jadwiga Salkowska, która wydała jego wspomnienia.
Syn Józefa Becka i jego pierwszej żony, Marii Słomińskiej, Andrzej, mieszkał w Stanach Zjednoczonych i sprawował funkcję prezesa Instytutu Józefa Piłsudskiego w Ameryce.
Rodzina Józefa Becka miała wywodzić się (według rodzinnej tradycji) od Bartholomeusa Becka, flandryjskiego marynarza, który pod koniec XVI wieku znalazł się w służbie polskiej (m.in. z rozkazu króla Stefana Batorego miał dowodzić desantem na Elbląg, opanowany przez gdańskich kupców).
Podczas II wojny światowej Niemcy podejrzewali, że Józef Beck ma żydowskie korzenie. Uzyskali informacje, że jego rzekomi żydowscy krewni mieszkają w Białej Podlaskiej. Gubernator Hans Frank polecił nawet bibliotece w tym mieście wydać wszelkie niezbędne dokumenty dotyczące domniemanej rodziny Becka. Ostatecznie niemieckie podejrzenia okazały się nieuzasadnione.
Dziadek Becka (Józef) był naczelnikiem poczty, a ojciec (również Józef) prawnikiem. Ten ostatni, zapisujący swoje nazwisko w spolszczonej formie (Bek), za działalność w tajnych organizacjach niepodległościowych i związkach pracowniczych został przez władze rosyjskie skazany na dwa lata więzienia. Odebrano mu również prawo do wykonywania zawodu. Matką Józefa Becka była Bronisława Łuczkowska (córka Jana i Julii z Halickich, pochodziła z rodziny unickiej). Po narodzinach syna Józef Bek wyprowadził się z rodziną z Warszawy do Rygi, gdzie mieszkali przez trzy lata. Przyszły minister został ochrzczony 20 listopada 1896 w cerkwi prawosławnej w Warszawie (przeszło 2 lata po narodzinach) przez ks. Grzegorza Wachramiejewa, jego ojcem chrzestnym był student Politechniki Ryskiej Nikanor Merkow.
Rodzina Beków, nie chcąc, aby władze carskie zmusiły ją do przyjęcia prawosławia, osiedliła się we Lwowie, a później w Limanowej. W księdze chrztów w tamtejszej parafii rzymskokatolickiej widnieje wpis chrztu Józefa Becka z czerwca 1900. W Limanowej Józef Bek pracował jako sekretarz Wydziału Powiatowego, został również dyrektorem lokalnej kasy samopomocy. Jego syn uczył się w V Liceum Ogólnokształcącym w Krakowie. W tym czasie powrócił do tradycyjnej formy nazwiska rodowego – Beck. Po zdaniu matury w 1912 został studentem Politechniki Lwowskiej, na wydziale budowy maszyn. Uczęszczał tam jednak tylko rok. Potem uczył się w Akademii Handlu Zagranicznego w Wiedniu.

### I wojna światowa

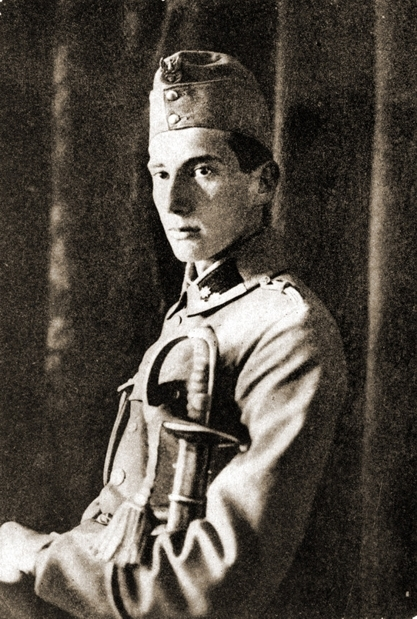
Józef Beck jako oficer artylerii w 1914 r.

W 1913 r. po raz pierwszy zetknął się z Józefem Piłsudskim. Spotkał go podczas pobytu u swego wuja w Zakopanem. Latem 1914 r. wstąpił do Polskiej Organizacji Wojskowej. W Limanowej był jednym z organizatorów Drużyn Strzeleckich. W pierwszych dniach sierpnia 1914 znalazł się w Krakowie. Tam wstąpił do tworzących się Legionów Polskich. Jako były student politechniki został automatycznie przydzielony do artylerii. Zaczynał od stopnia kanoniera, ale w październiku 1914 był już bombardierem i celowniczym w 1 plutonie 1 baterii 1 pułku artylerii. W styczniu 1915 roku został kapralem. Podczas walk nad Styrem (wiosna 1916), otrzymał awans na podporucznika. Podczas bitwy pod Kostiuchnówką doznał rany głowy. Podczas kryzysu przysięgowego znalazł się wśród oficerów, którzy odmówili złożenia przysięgi wierności cesarzowi niemieckiemu. Porucznik Beck został odesłany do zapasowych formacji austro-węgierskich, a później skierowany do szkoły artylerii w Bratysławie. Następnie trafił do dowództwa korpusu węgierskiego w Sopron, skąd udało się mu dostać do Lwowa. Tam od znajomego rodziców, profesora Kazimierza Bartla, otrzymał zaświadczenie o konieczności pozostania w tym mieście celem zdania egzaminów na politechnice.
We Lwowie Beck działał w POW. Z jej ramienia został następnie delegowany (pod pseudonimem „Halicki”) przez Juliana Stachiewicza do III Korpusu Polskiego w Rosji. W czerwcu 1918 oddział ten został jednak rozbrojony i rozformowany przez Austriaków. Beckowi udało się przedostać ponownie do Lwowa, skąd został wysłany przez szefa POW na Ukrainę, majora Leopolda Lisa-Kulę, do Moskwy. Stamtąd udał się do Orła, gdzie przez kilkanaście dni dowodził formowanym tam polskim pułkiem. Po wkroczeniu do miasta bolszewików znalazł się następnie kolejno w Kijowie, Odessie, Płoskirowie i w Lublinie.

### W Wojsku Polskim

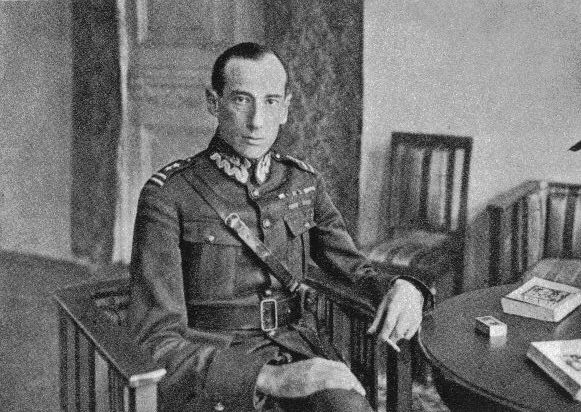
Beck jako szef Gabinetu Ministra Spraw Wojskowych Józefa Piłsudskiego w 1926 r.

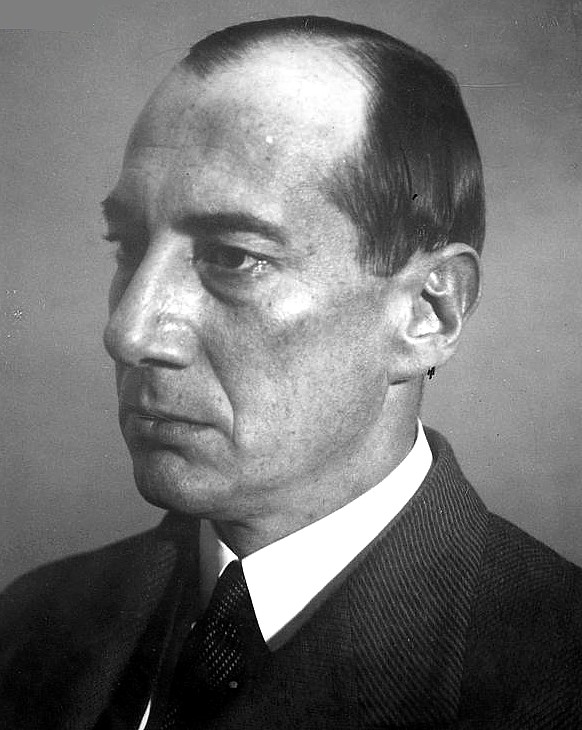
Józef Beck – zdjęcie portretowe

Na początku listopada 1918 roku w Lublinie wstąpił do oddziałów Wojska Polskiego, organizowanych przez Edwarda Śmigłego-Rydza pod patronatem Tymczasowego Rządu Ludowego Republiki Polskiej, a konkretnie do 1 baterii artylerii konnej kapitana Witolda Właszczuka. 19 grudnia 1918 roku na czele I plutonu wyruszył na front ukraiński. W Dołhobyczowie jego pododdział wszedł w skład Grupy pułkownika Beliny-Prażmowskiego.
Na początku 1919 r. Beck został wysłany przez Piłsudskiego do Rumunii, gdzie przydzielono go do misji wojskowej negocjującej przepuszczenie przez Besarabię wojsk gen. Lucjana Żeligowskiego. W 1920 roku natomiast został jednym z szefów Oddziału II Sztabu Generalnego Wojska Polskiego (zajmującego się wywiadem). Wkrótce potem wysłano go do Budapesztu, gdzie jako przedstawiciel Józefa Piłsudskiego spotkał się z admirałem Miklósem Horthym. W 1921 Beck był ekspertem wojskowym na zakończonej fiaskiem konferencji poświęconej stosunkom polsko-litewskim, która odbyła się w Brukseli (w skład delegacji wchodzili także Szymon Askenazy, Juliusz Łukasiewicz i Mirosław Arciszewski).
W pierwszych dniach stycznia 1922 roku Józef Beck został attaché wojskowym RP w Paryżu. Nominacja ta została przyjęta przez Francuzów z niepokojem, ponieważ znany on był z raczej niechętnego stosunku do Francji. 3 maja 1922 roku zweryfikowany został w stopniu majora ze starszeństwem z 1 czerwca 1919 i 31. lokatą w korpusie oficerów artylerii. Pełniąc służbę na placówce zagranicznej, pozostawał oficerem nadetatowym 5 dywizjonu artylerii konnej, stacjonującego w garnizonie Kraków.
17 maja 1922 roku odznaczono go orderem wojskowym „Virtuti Militari” V klasy.

Wiosną 1923 r., podczas wizyty marszałka Ferdinanda Focha w Polsce, Beck został odznaczony Legią Honorową. Beck nie cieszył się jednak sympatią we Francji. 

Francuzi go nie znosili i stałe puszczali plotki, które miały zaszkodzić jego reputacji. Z takich kłamstw można wymienić plotkę, jakoby pani Beck wyróżniała się niezwykłym apetytem seksualnym, a Beck został szybko odwołany ze stanowiska attaché w Paryżu, ponieważ: a) ukradł tajne dokumenty francuskie, b) obraził armię francuską, odnosząc się arogancko do jej oficerów, c) był uwikłany w jakiś skandal seksualny. W rzeczywistości okoliczności jego odwołania były bardzo proste i oczywiste .

Po tym, jak premierem został Wincenty Witos (w drugim jego gabinecie Roman Dmowski był przez pewien czas ministrem spraw zagranicznych) i wycofaniu się marszałka Piłsudskiego z życia politycznego, Józef Beck został odwołany z zajmowanego stanowiska i przeniesiony w stan nieczynny na dziewięć miesięcy bez prawa do poborów. Następnie przez krótki czas pracował jako buchalter w Banku Wileńskim.
1 października 1924 roku powrócił ze stanu nieczynnego do służby czynnej w macierzystym 5 dywizjonie artylerii konnej. 1 listopada tego roku został odkomenderowany na roczny Kurs Doszkolenia Wyższej Szkoły Wojennej w Warszawie. 1 grudnia 1924 mianowany został podpułkownikiem ze starszeństwem z dniem 15 sierpnia 1924 roku i 7. lokatą w korpusie oficerów artylerii. 15 października 1925 roku, po ukończeniu kursu i uzyskaniu tytułu oficera Sztabu Generalnego, został przydzielony do Oddziału IIIa Biura Ścisłej Rady Wojennej na stanowisko szefa wydziału.
12 maja 1926 w czasie zamachu majowego opowiedział się po stronie Józefa Piłsudskiego – należał do grupy bliskich jego współpracowników, którzy brali udział w przygotowaniach do zamachu. Został mianowany przez marszałka szefem sztabu tzw. grupy operacyjnej gen. Gustawa Orlicz-Dreszera, stanowiącej główne siły zwolenników Piłsudskiego. 15 maja 1926 Beck towarzyszył marszałkowi Sejmu, Maciejowi Ratajowi, który udał się do Wilanowa, gdzie przyjął rezygnację prezydenta Stanisława Wojciechowskiego, premiera Wincentego Witosa i całego gabinetu . Kolejne stanowisko, które piastował Beck, to szef Gabinetu Ministra Spraw Wojskowych (którym był Józef Piłsudski). Sprawował je w latach 1926–1930.
W 1927 r. Beck rozwiódł się ze swoją pierwszą żoną, Marią Wiktorią z d. Słomińską, z którą miał syna Andrzeja, i ożenił się z Jadwigą Salkowską. Przedtem musiała ona rozwieść się ze Stanisławem Burhardtem-Bukackim (który również chciał poślubić inną kobietę). W tym celu oboje państwo młodzi przeszli na kalwinizm. Z pierwszego małżeństwa Salkowska miała córkę Joannę, która stała się pasierbicą Józefa Becka.
Z dniem 31 sierpnia 1930 został zwolniony ze stanowiska szefa Gabinetu M.S.Wojsk. i przeniesiony w stan nieczynny na okres sześciu miesięcy. Na stanowisku szefa Gabinetu M.S.Wojsk. zastąpił go mjr dypl. Adam Korwin-Sokołowski. Józef Beck został mianowany pułkownikiem ze starszeństwem z 1 stycznia 1931 roku w korpusie oficerów artylerii. Z dniem 1 marca 1931 roku Minister Spraw Wojskowych przedłużył mu stan nieczynny o kolejne dwanaście miesięcy.

### Wicepremier
Po umocnieniu się sił antysanacyjnych (Centrolew), czego wyrazem był Kongres Obrony Praw i Wolności Ludu w czerwcu 1930 (zdominowany przez przedstawicieli opozycyjnych partii PPS i SL), Piłsudski postanowił przejąć urząd premiera od Walerego Sławka. Doszło do tego 23 sierpnia. Marszałek zadecydował, że wicepremierem w jego rządzie będzie właśnie Józef Beck. Felicjan Sławoj Składkowski opisywał moment, w którym Piłsudski powiadomił o tym resztę gabinetu w następujący sposób: 

Pan Marszałek zapewne przyjmie propozycję Pana Prezydenta, musi jednak przed tym rozmówić się z ministrem skarbu w sprawach natury zasadniczej. Pan Marszałek nie chce, jako premier, być „Mädchen fur alles”, stąd weźmie sobie do pomocy, jako ministra bez teki i wicepremiera płka Becka, dotychczasowego szefa gabinetu w Ministerstwie Spraw Wojskowych. Ponieważ jednak pułkownik Beck będzie koordynował pracę wszystkich ministrów w zastępstwie Pana Marszałka, więc Komendant zapytuje po kolei wszystkich ministrów, czy zgadzają się na takie postawienie sprawy. Przed wypowiedzeniem się ministrów Pan Marszałek uprzedza, że w razie sprzeciwu kogokolwiek przeciw Beckowi, wybierze na pewno Becka, a nie któregokolwiek z ministrów .

18 listopada, po wyborach parlamentarnych, Piłsudski zwołał u prezydenta Ignacego Mościckiego konferencję, w której wzięli udział także Beck, Walery Sławek i Kazimierz Świtalski. Marszałek zawiadomił ich o swoim zamiarze rezygnacji z urzędu premiera i wyznaczeniu na swoje miejsce Sławka. Ponadto w celu wzmocnienia Ministerstwa Spraw Zagranicznych postanowił, że dotychczasowy wiceminister Alfred Wysocki obejmie poselstwo w Berlinie, a zastąpi go pułkownik Beck. Wicepremierem został natomiast Bronisław Pieracki. Jak zauważył Andrzej Garlicki: 

Postronny i nie zorientowany obserwator życia politycznego mógłby wyciągać równie daleko idące, co błędne wnioski z faktu, że pułkownik Beck, zajmujący w gabinecie Piłsudskiego stanowisko wicepremiera, po objęciu gabinetu przez Sławka został zaledwie wiceministrem spraw zagranicznych. W rzeczywistości jednak pozycja Becka w grupie rządzącej nie tylko nie doznała uszczerbku, ale chyba nawet się wzmocniła. Został on bowiem skierowany na najważniejszy, zdaniem Piłsudskiego w tym czasie, odcinek pracy, i pracować miał pod jego osobistym kierownictwem. Miarą pozycji w grupie rządzącej była częstotliwość kontaktu z Komendantem.

### Wiceminister spraw zagranicznych
6 grudnia 1930 Józef Beck został wiceministrem spraw zagranicznych. Szefem resortu był wówczas August Zaleski, którego Piłsudski uważał za osobę zbyt miękką, skorą do ustępstw na rzecz Ligi Narodów, przez co nienadającą się na to stanowisko. Minister sprzeciwiał się również podejmowaniu negocjacji na temat polsko-radzieckiego paktu o nieagresji. Przeciwne stanowisko zajął Beck. W krótkim czasie to właśnie ten ostatni przejął realną władzę w Ministerstwie Spraw Zagranicznych. Zaleski nazywany był przez pracowników resortu patronem, a Beck – szefem .

Rozbieżność zdań i realną władzę w ministerstwie ukazała sprawa kontrtorpedowca „Wicher”. W 1931 r. Senat Wolnego Miasta Gdańska odmówił odnowienia umowy z Polską, dotyczącej prawa korzystania przez okręty RP z portu gdańskiego. W czerwcu 1932 Piłsudski polecił, aby „Wicher” powitał brytyjską eskadrę okrętów wojennych i wpłynął z nią do portu gdańskiego. W przypadku jakichkolwiek problemów jednostka miała rozkaz otwarcia ognia. Minister Zaleski pisał o tej sprawie: 

O wpłynięciu „Wichra” do portu w Gdańsku dowiedziałem się z gazet w Genewie. MSZ, w którym w czasie mojej nieobecności rządził wiceminister Beck, mnie nie zawiadomiło ani o zamiarze wprowadzenia „Wichra” do Gdańska, ani o tym, że zamiar ten został wykonany. Prasa genewska i francuska uderzyły na alarm. Ponieważ umowa polsko-gdańska o tzw. port d’attache w Gdańsku wygasła, a Senat odmówił jej odnowienia, wjazd „Wichra” do Gdańska uważany był za pogwałcenie granicy, za coś w rodzaju wojennej okupacji.

Spór ostatecznie zakończył się pokojowo, ale sprawa „Wichra” odbiła się szerokim echem w społeczności międzynarodowej.
25 lipca 1932 w Moskwie zawarto pakt o nieagresji między Polską a ZSRR. Dokument podpisali Stanisław Patek i Nikołaj Krestinski. Tymczasem stosunki między Beckiem i Zaleskim nie układały się najlepiej. Ten pierwszy odpowiedzialny był m.in. za kwestie personalne w resorcie. Mianowany przez niego naczelnik działu personalnego, Wiktor Drymmer, zwolnił wielu ludzi zatrudnionych przez Zaleskiego. Doszło nawet do tego, że biurko ministra zostało poddane rewizji.

### Minister spraw zagranicznych
Po złożeniu przez Zaleskiego dymisji z zajmowanego przez niego stanowiska ministerialnego (oficjalnie ze względu na zły stan zdrowia) jego następcą 3 listopada 1932 został Józef Beck. Wiceministrem spraw zagranicznych został natomiast Jan Szembek. Beck realizował postulowaną przez Piłsudskiego politykę równowagi pomiędzy oboma wielkimi sąsiadami Polski – Niemcami i ZSRR. Piastował funkcję szefa resortu spraw zagranicznych we wszystkich kolejnych rządach II RP. Do śmierci Piłsudskiego w swojej działalności podlegał tylko marszałkowi. Piłsudski powiedział nawet otwarcie (przy okazji utworzenia rządu Janusza Jędrzejewicza), że dla Becka to on będzie premierem, co oznaczało, że polityka zagraniczna będzie prowadzona pod jego osobistym kierownictwem.

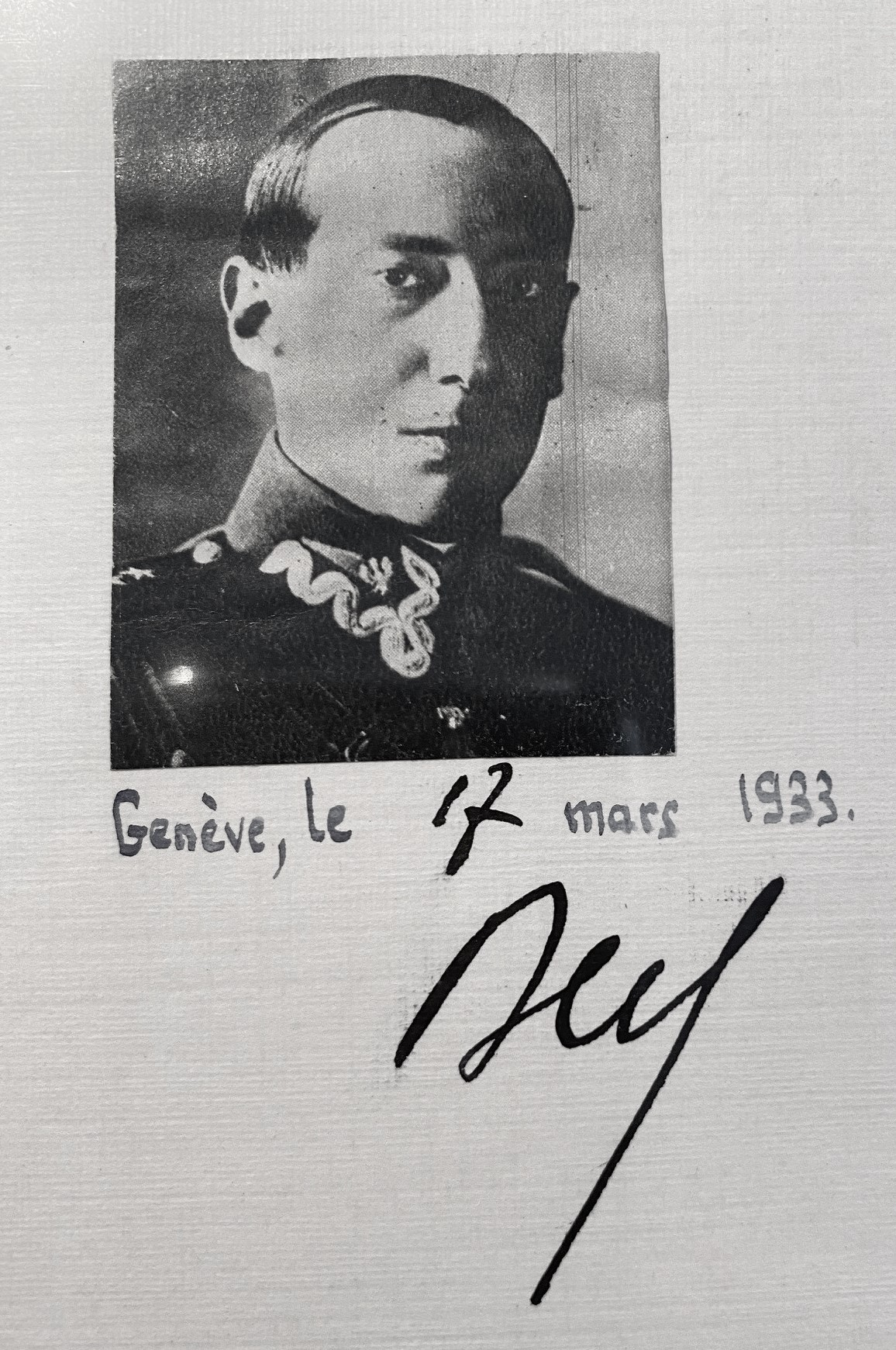
Józef Beck (1933)

Nominację Becka na ministra spraw zagranicznych RP z niepokojem przyjęto we Francji, której polityk ten nie darzył sympatią. Przeważał jednak pogląd, iż jest on osobą całkowicie zależną od Piłsudskiego. Beck był jednym z najbliższych współpracowników marszałka, wyróżniającym się niezmiennym do niego przywiązaniem. Jak pisał Władysław Pobóg-Malinowski: 

Był Marszałek dla Becka wszystkim – źródłem wszelkich praw, światopoglądem, nawet religią. Nie było, nie mogło być żadnej dyskusji w sprawach, w których Marszałek kiedykolwiek wypowiedział swój sąd.

Po krótkim okresie zbliżenia z ZSRR, będącym efektem podpisania z tym państwem układu o nieagresji i przejęciu władzy w Niemczech przez Adolfa Hitlera (30 stycznia 1933), polityka zagraniczna Polski zaczęła z kolei ciążyć w kierunku Berlina. Tuż po tym jednak, jak Hitler został kanclerzem, polski minister wygłosił w Sejmie przemówienie, w którym stwierdził m.in., że: 

nasz stosunek do Niemiec i ich spraw będzie dokładnie taki sam, jak stosunek Niemiec do Polski. W praktyce zatem więcej zależy w tej dziedzinie od Berlina niż od Warszawy.

Kolejnym czytelnym sygnałem, świadczącym o zdecydowanej polskiej postawie było wzmocnienie załogi Westerplatte o 120 żołnierzy Wojska Polskiego. Beck spotkał się także w Genewie z ministrem spraw zagranicznych Czechosłowacji, Edvardem Benešem. Ustalono, że polski minister przyjedzie z oficjalną wizytą do Pragi w marcu 1933. Protest ambasadora Czechosłowacji w RP, Václava Girsa, przeciwko wizycie Becka, przesłany rządowi tego państwa, doprowadził do tego, że do wizyty nie doszło. Nie rozpoczęto też rozmów na temat ewentualnego antyniemieckiego sojuszu polsko-czechosłowackiego. Trwały tymczasem negocjacje na temat zawarcia przez Francję, Włochy, Niemcy i Wielką Brytanię tzw. paktu czterech, mającego ustabilizować sytuację w Europie. Beck wydał w tej sprawie w czerwcu 1933 oficjalne stanowisko, w którym stwierdzał: 

Przede wszystkim wyjaśnić należy, że żadne postanowienia powzięte na podstawie tego paktu, które dotyczyłyby bezpośrednio lub pośrednio interesów państwa polskiego, nie będą miały dla rządu polskiego w żadnym wypadku mocy obowiązującej. Rząd polski nie przyjął żadnych zobowiązań co do jakiejkolwiek współpracy z blokiem czterech państw jako z organem międzynarodowym. Stanowisko rządu polskiego w tej dziedzinie było w odpowiednim czasie jasno sformułowane. Wejście w życie paktu czterech otworzy praktycznie kryzys w dziedzinie organizacji Ligi Narodów.

Ostatecznie postanowienia paktu czterech nie weszły w życie, oprotestowane przez Związek Radziecki i Turcję. Beck wysłał wobec tego instrukcję dla posła polskiego w Berlinie, Alfreda Wysockiego, aby ten odbył rozmowę z Hitlerem na temat aktualnej sytuacji politycznej i jego zamiarów wobec Polski. 2 maja 1933 Wysocki rozmawiał z kanclerzem Niemiec, a w raporcie skierowanym do polskiego ministra spraw zagranicznych wyraził zdanie, że Hitler nie ma agresywnych zamiarów wobec Polski, popiera pokojowe rozwiązania wszelkich kwestii spornych, a ponadto jest zaniepokojony wysokim przyrostem naturalnym w ZSRR. Deklaracje te zostały z nadzieją przyjęte w Polsce. Wysocki został awansowany na ambasadora RP we Włoszech, a jego miejsce zajął w Berlinie Józef Lipski.

Linia prowadzenia polityki zagranicznej państwa polskiego, przyjęta przez Piłsudskiego, zakładała zwiększenie niezależności Polski. Słabła pozycja Ligi Narodów, a wzmacniali się sąsiedzi Rzeczypospolitej, stąd przekonanie o konieczności nawiązania do dawnych, „mocarstwowych” tradycji państwa. Wyrazem tego była np. rozmowa Becka z ambasadorem francuskim Jules’em Laroche’em, podczas której polski polityk wyraził następującą opinię: 

Jeżeli jakieś państwo, samo lub w towarzystwie innych, zechce pokusić się chociażby o jeden metr kwadratowy naszego terytorium, przemówią armaty. Wiedzą o tym w Berlinie i przyjęto to tam do wiadomości. Obawiam się, że nie wiedzą tego dostatecznie w Londynie i Rzymie, a nawet w Paryżu (…) To interwencje obce doprowadziły do upadku dawnej Polski.

3 lipca 1933 w Londynie podpisano Konwencję o Definicji Agresora. Jej sygnatariuszami był ZSRR oraz wszyscy jego azjatyccy i europejscy sąsiedzi. Dla Polski szczególne znaczenie miał udział w tym przedsięwzięciu sojuszniczej Rumunii, którą Beck długo do tego namawiał.

#### Deklaracja o niestosowaniu przemocy
Jesienią Beck spotkał się (podczas konferencji Ligi Narodów) w Genewie z Konstantinem von Neurathem i Josephem Goebbelsem. W drodze powrotnej, pod koniec września 1933, zatrzymał się w Paryżu, gdzie złożył oficjalną wizytę. Uczyniono mu wówczas afront, bowiem ówczesny minister spraw zagranicznych Francji, Joseph Paul-Boncour, nie powitał go na dworcu kolejowym, co było sprzeczne z protokołem dyplomatycznym. W efekcie 15 listopada 1933 Beck pod wpływem Piłsudskiego wydał instrukcję Lipskiemu, aby ten złożył nieoficjalną propozycję Hitlerowi w sprawie zawarcia pomiędzy Niemcami a Polską paktu o nieagresji, podobnego do tego, jaki RP miała już ze swoim wschodnim sąsiadem. Spotkała się ona z życzliwym przyjęciem. Hitler pragnął jednak, aby nie używać sformułowania pakt ani układ. Jednocześnie Niemcy nalegali, aby Polska nie kontynuowała rozmów z ZSRR w sprawie ogłoszenia wspólnej deklaracji w sprawie niepodległości państw bałtyckich. Polsko-niemiecką deklarację o niestosowaniu przemocy ogłoszono ostatecznie 26 stycznia 1934 w Berlinie (podpisali ją Lipski i von Neurath).

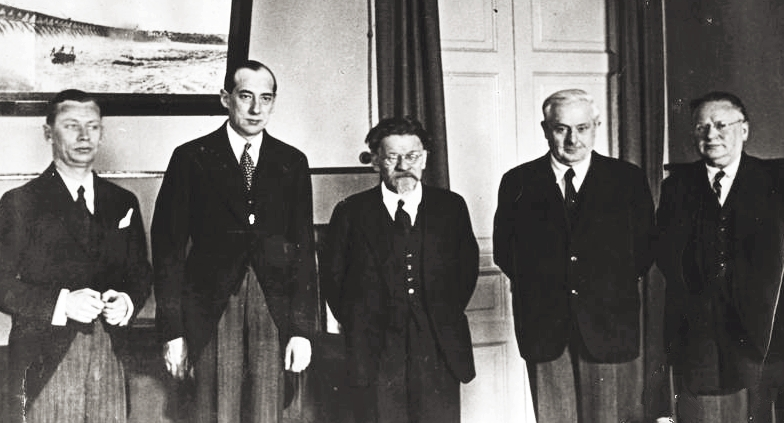
Wizyta polskiego ministra w ZSRR (II.1934); od lewej: Juliusz Łukasiewicz, Józef Beck, Michaił Kalinin, Awel Jenukidze, Maksim Litwinow

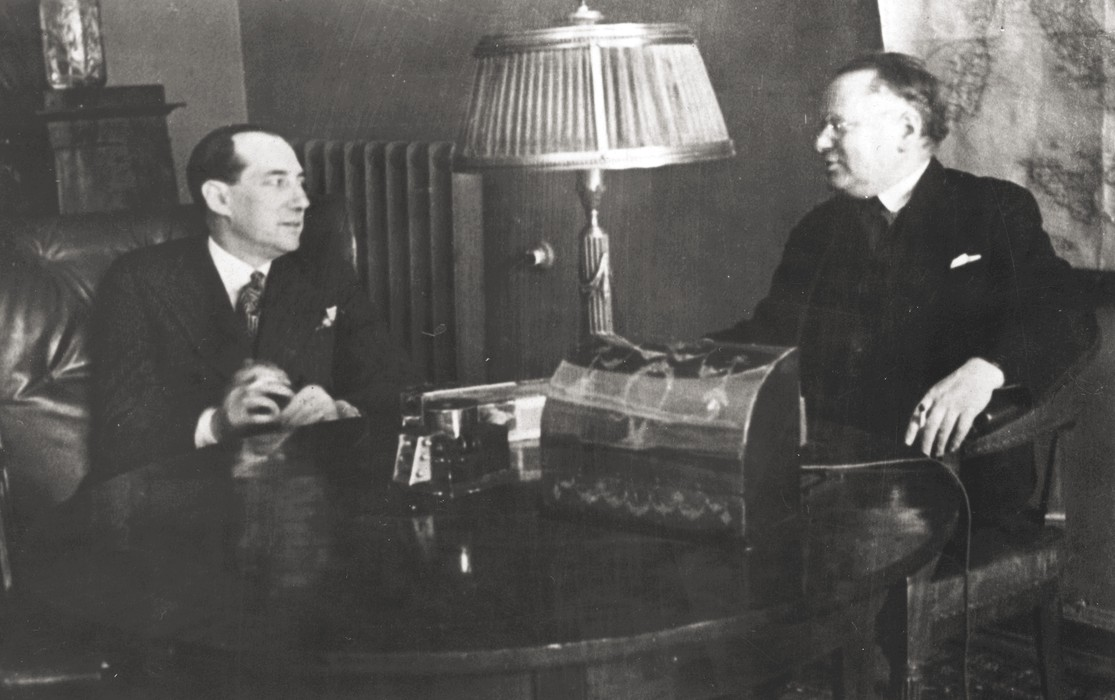
Józef Beck w rozmowie z Maksimem Litwinowem. Moskwa, luty 1934

13 lutego 1934 Beck wyjechał z wizytą do Moskwy. Spotkał się tam dwukrotnie z premierem Wiaczesławem Mołotowem i ludowym komisarzem spraw zagranicznych Maksymem Litwinowem. Z tym drugim dyskutował m.in. o możliwym zagrożeniu ze strony Niemiec. Beck jasno stwierdził, że Związek Radziecki nie może liczyć na Polskę w przypadku jakiejkolwiek antyniemieckiej akcji. Ustalono również, że Polska powinna przedłużyć porozumienie o nieagresji z ZSRR do 10 lat, ponieważ taki okres obejmowała polsko-niemiecka deklaracja o niestosowaniu przemocy. Zgodzono się także co do konieczności podwyższenia poselstw obu krajów do rangi ambasad. Wizyta w ZSRR była umocnieniem polityki równowagi.
W kwietniu i listopadzie 1934 Piłsudski zorganizował dwa spotkania, na które wezwał kilkunastu generałów (m.in. Kazimierza Sosnkowskiego, Tadeusza Kasprzyckiego, Edwarda Śmigłego-Rydza, Kazimierza Fabrycego, Juliusza Rómmla i Janusza Gąsiorowskiego), a także Becka i Szembeka. Polecił im przygotowanie raportu, będącego odpowiedzią na pytanie, który z potężnych sąsiadów Polski może w przyszłości bardziej zagrozić państwu polskiemu. Zaproszeni zgodnie uznali, że wprawdzie ZSRR mógłby być wcześniej niebezpieczny dla RP, ale to Niemcy najprawdopodobniej prędzej dojdą do takiego etapu rozwoju militarnego, który pozwoli im zaatakować Polskę. Józef Beck był jednak zdania (biorąc pod uwagę uspokajające zapewnienia Hitlera), że zachodni sąsiad nie będzie groźny jeszcze przez 3 lata.

#### Pakt wschodni

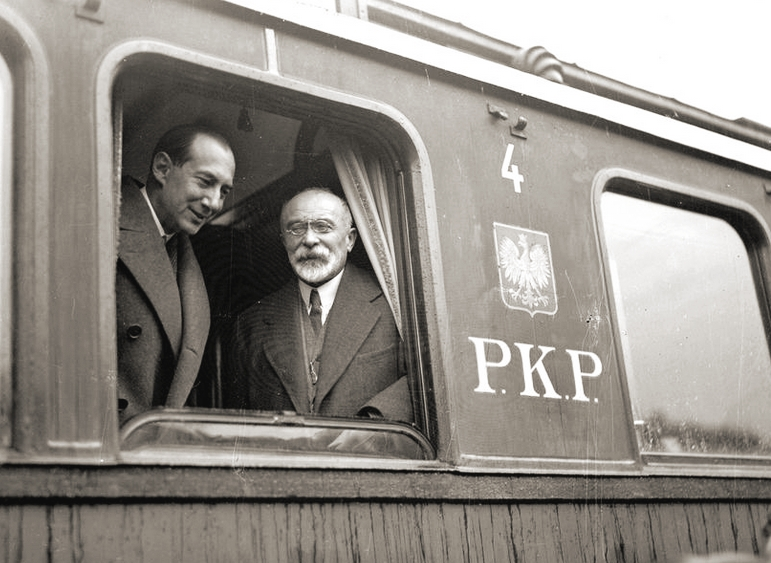
Beck i minister spraw zagranicznych Francji Barthou w oknie wagonu na dworcu w Krakowie (1934)

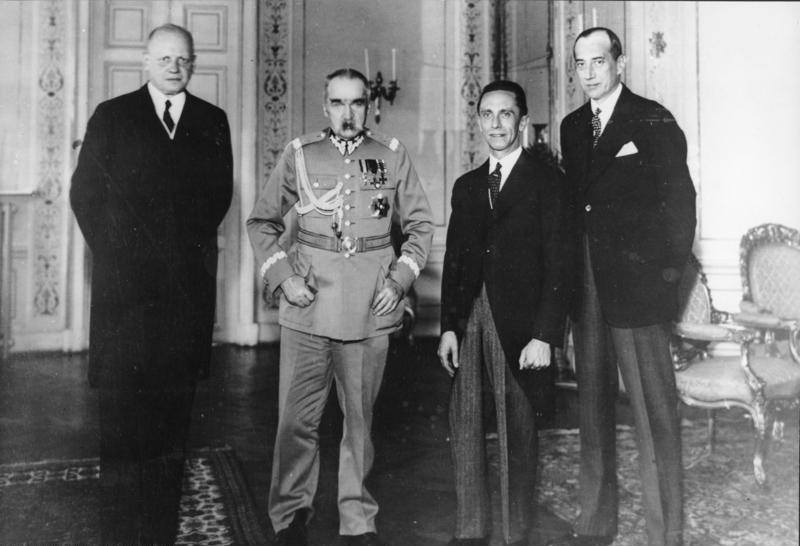
Hans-Adolf von Moltke, Józef Piłsudski, Joseph Goebbels i Józef Beck w Warszawie 14 czerwca 1934

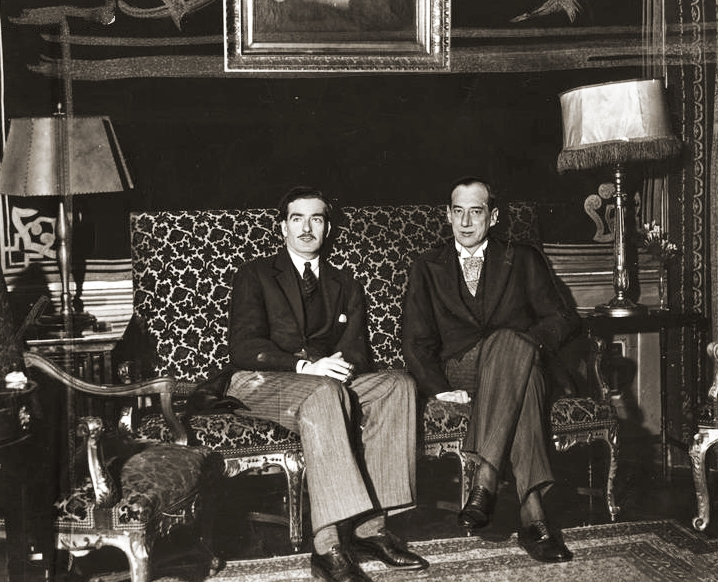
Beck i Eden, kwiecień 1935

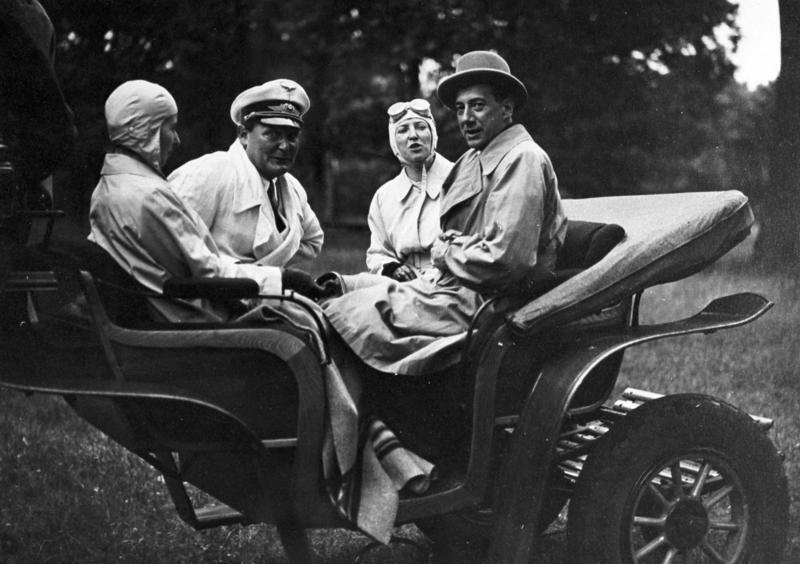
Hermann Göring i Józef Beck wraz z żonami w lipcu 1935

22 kwietnia 1934 do Warszawy przyjechał francuski minister spraw zagranicznych, Jean Louis Barthou. Na dworcu przywitał go tylko wiceminister Szembek, co było polską odpowiedzią na afront uczyniony Beckowi podczas jego wizyty w Paryżu. Barthou spotkał się z Piłsudskim. Marszałek naciskał nań, pragnąc zintensyfikowania polsko-francuskiej współpracy wojskowej, twierdząc, że bez tego oba kraje nie będą w stanie oprzeć się niemieckiemu niebezpieczeństwu. Barthou rozmawiał także z Beckiem, z którym przejechał pociągiem do Krakowa, skąd udał się do Pragi. Tematem dyskusji była m.in. właśnie sytuacja Czechosłowacji. Barthou chciał poprawy stosunków Polski z tym państwem, na co Beck wystąpił z oskarżeniem rządu praskiego o prześladowania mniejszości polskiej na Zaolziu. Francuski minister propagował także własną ideę tzw. paktu wschodniego, czyli regionalnego zbiorowego układu o nieagresji i częściowo wzajemnej pomocy, obejmującego Związek Radziecki, Polskę, Czechosłowację, Finlandię, Litwę, Łotwę, Estonię i Niemcy oraz podpisanie porozumienia francusko-radzieckiego, przewidującego udział ZSRR w traktacie z Locarno na prawach sygnatariusza i na tych samych prawach udział Francji w regionalnym pakcie wschodnioeuropejskim. Beck zwrócił uwagę na to, że projektowane porozumienie miałoby działać w oparciu o Ligę Narodów, opuszczoną przez Niemcy. Zauważył także, że Barthou nie brał pod uwagę udziału w pakcie sojuszniczki Polski, Rumunii. O swym sceptycznym nastawieniu do pomysłu francuskiego ministra Beck poinformował go na spotkaniu 4 czerwca w Genewie (w którym wziął udział także Edward Raczyński). Podejście Józefa Becka do tych planów wzburzyło Barthou w takim stopniu, że opuścił on spotkanie. Anthony Eden pisał o stosunkach pomiędzy oboma ministrami: 

Nie należąc, oczywiście, do wielkich mocarstw Polska aspirowała do pozycji do nich zbliżonej, co pociągało za sobą zabiegi o udział w różnych komisjach. Nikomu to właściwie nie przeszkadzało, ale irytowało Barthou. Zdenerwowało go zaś ostatecznie, gdy pułkownik Beck, polski minister spraw zagranicznych wspomniał o swym kraju jako o wielkim mocarstwie. Nazajutrz podczas śniadania, w obecności Becka i innych przedstawicieli państw zasiadających w Radzie Barthou pozwolił sobie na złośliwy komentarz do sytuacji zakończony słowami: „No i wreszcie są wielkie mocarstwa (pauza) oraz Polska. Polska, jak wszyscy wiemy, skoro to nam powiedziano, jest wielkim mocarstwem (pauza), bardzo wielkim mocarstwem”. Parę osób zachichotało, a Beck się zaczerwienił. Francja dotknęła do żywego człowieka, który nie był jej przyjacielem .

W odpowiedzi Beck powrócił do Warszawy przez Berlin, a w kilka tygodni później gościł w Polsce Josepha Goebbelsa. Polski minister wiązał nadzieje ze sprzeciwem Niemców wobec utworzenia paktu wschodniego. Jednemu ze swych współpracowników powiedział po spotkaniu z Barthou: 

Kaktus mi na dłoni wyrośnie, jeśli ten ramol przeforsuje swoje pomysły. Do diabła z paktem wschodnim!

```
Negatywne zdanie na temat tego układu wyraził także Hitler w rozmowie z Lipskim, która odbyła się 27 sierpnia. 7 września Beck spotkał się z Barthou w Genewie, gdzie ostatecznie wyraził swą sceptyczną opinię na temat planowanego paktu wschodniego. Podobne było zdanie polskiego ministra na temat wejścia Związku Radzieckiego do Ligi Narodów. Ostatecznie jednak wyraził na to zgodę.
```

Działając uprzedzająco w stosunku do przyjęcia ZSRR do Ligi Narodów, które miało miejsce 15 września 1934 roku, 13 września Józef Beck, działając na polecenie marszałka Piłsudskiego, obawiającego się rozgrywania sprawy mniejszości białoruskiej i ukraińskiej przez ZSRR, ogłosił w swoim wystąpieniu na plenarnym posiedzeniu Ligi wypowiedzenie przez Polskę artykułu 12 tzw. małego traktatu wersalskiego (podpisanego 28 czerwca 1919). W krajach-sygnatariuszach tego układu mniejszości narodowe czujące się dyskryminowane mogły odwoływać się bezpośrednio do Ligi Narodów z pominięciem krajowej drogi sądowej. Polski rząd wskazywał, że była to jednostronna asymetryczna ingerencja w suwerenność państw sygnatariuszy, gdyż Republika Weimarska nie musiała podpisywać traktatu, nie zagwarantowano zatem równoległych praw dla mniejszości (zwłaszcza mniejszości polskiej) na terenie Niemiec. Beck, wracając z Genewy po wypowiedzeniu traktatu mniejszościowego, przyjechał do Moszczanicy koło Żywca, gdzie wypoczywał Piłsudski. Tam obaj politycy przeprowadzili m.in. szereg symulacji na wypadek rozpadu Czechosłowacji lub zaatakowania tego państwa przez Niemcy. Planowali m.in. zajęcie Śląska Cieszyńskiego.
1 listopada 1934 poselstwa Polski i III Rzeszy w obu krajach zostały podniesione do rangi ambasad. 16 marca 1934 Niemcy oficjalnie wprowadziły powszechną służbę wojskową. Dla Becka informacja ta nie była zaskoczeniem. 1 kwietnia do Warszawy przyjechał minister spraw zagranicznych Wielkiej Brytanii Anthony Eden. Stolica Polski była jednym z przystanków w jego podróży do Moskwy. W rozmowie z Anglikiem Beck wskazywał na fundamentalne różnice pomiędzy Niemcami i ZSRR, a także chwalił uprawianą przez siebie politykę równowagi. Stwierdził, że jeśli Polska związałaby się z jednym z graniczącym z nią mocarstw, jej granice byłyby zagrożone. Eden spotkał się także z prezydentem Mościckim i marszałkiem Piłsudskim. Polscy politycy zauważyli, że mocarstwowa pozycja Francji w Europie słabnie, co wymaga zacieśnienia stosunków również z Wielką Brytanią.
16 kwietnia w Genewie, na sesji Ligi Narodów, Beck wygłosił przemówienie, w którym wyraził opinię, że uchwalenie sankcji przeciwko Niemcom nie podwyższy poziomu bezpieczeństwa w Europie, skoro nie stosuje się względem nich wcześniejszych ustaleń. Później jednak zagłosował za rezolucją antyniemiecką. Wracając do Warszawy, gościł we Włoszech (gdzie spotkał się z dyplomatą Fulvio Suvichem) i Austrii. Po powrocie do Polski, działając w porozumieniu z premierem Sławkiem, spowodował odwołanie warszawskiej antyniemieckiej manifestacji powstańców śląskich.

W dniach 10–11 maja 1935 w Warszawie gościł francuski minister spraw zagranicznych Pierre Laval. Komunikat agencji Havasa mówił, że polityk udając się z wizytą oficjalną do Moskwy wstąpi po drodze do Warszawy. Dla Becka, stojącego na czele ministerstwa spraw zagranicznych państwa o mocarstwowych aspiracjach, było to sformułowanie obraźliwe. Lavala przyjęto więc nie na warszawskim Dworcu Głównym, ale na Dworcu Wschodnim. Francuski polityk próbował przekonać Becka do idei paktu wschodniego. Ten jednak wciąż był przeciwny temu pomysłowi. Laval zadał także polskiemu ministrowi pytanie, czy Polska zaatakuje Czechosłowację w razie napadu niemieckiego na to państwo. Beck zareagował na nie ostrym zaprzeczeniem. Podczas bankietu na cześć Lavala, Beckowi przekazano wiadomość, że Piłsudski jest umierający. W wieczorowym stroju natychmiast pojechał do Belwederu, gdzie od razu zaprowadzono go do sypialni marszałka. Tam odbyła się ostatnia rozmowa z Piłsudskim: 

Piłsudski zmierzył go wzrokiem od stóp do głów, uśmiechnął się i powiedział: „Ale jesteś szykowny, mój chłopcze. Jak się miewasz?” Po krótkiej rozmowie zaś spytał: „No cóż, chłopcze, czy się lękasz?” „Komendancie, ludzie, których zaszczycił pan swoim zaufaniem, nigdy się nie lękają” – odpowiedział Beck. Piłsudski i Beck rozmawiali godzinę o wizycie Lavala. Marszałek udzielił swemu ministrowi paru instrukcji. Beck obiecał, że się do nich zastosuje. „Dziękuję ci – odpowiedział Piłsudski. – Zatem wszystko jest w porządku. Nie sądzę, bym sam mógł jeszcze coś zrobić” .

Marszałek Józef Piłsudski zmarł 12 maja 1935.

#### Po śmierci Piłsudskiego

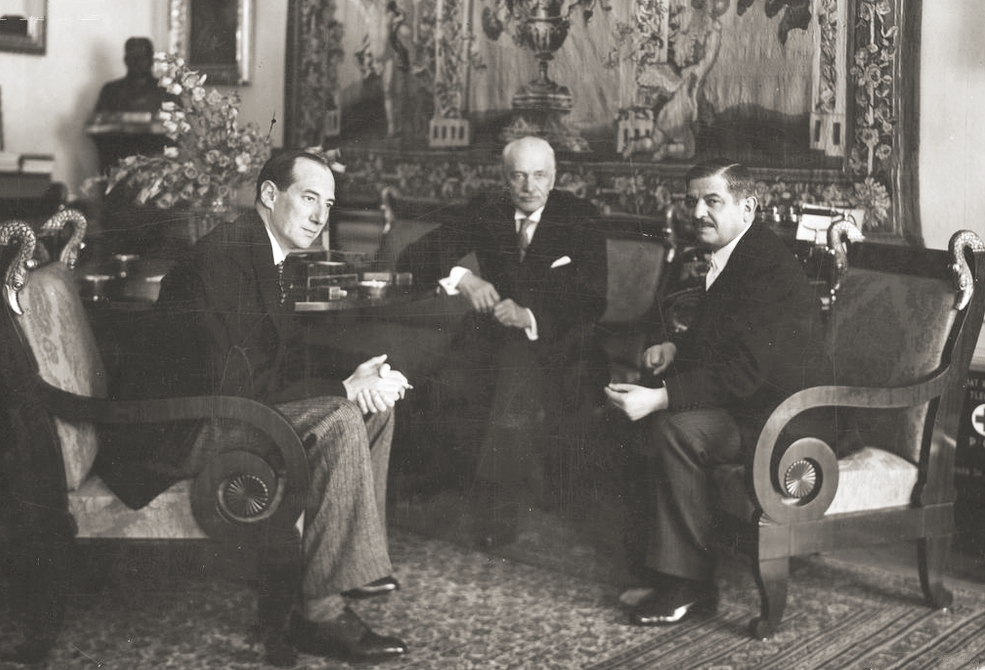
Beck i Ignacy Mościcki w rozmowie z francuskim ministrem spraw zagranicznych Pierre’em Lavalem w czasie jego wizyty w Warszawie w maju 1935

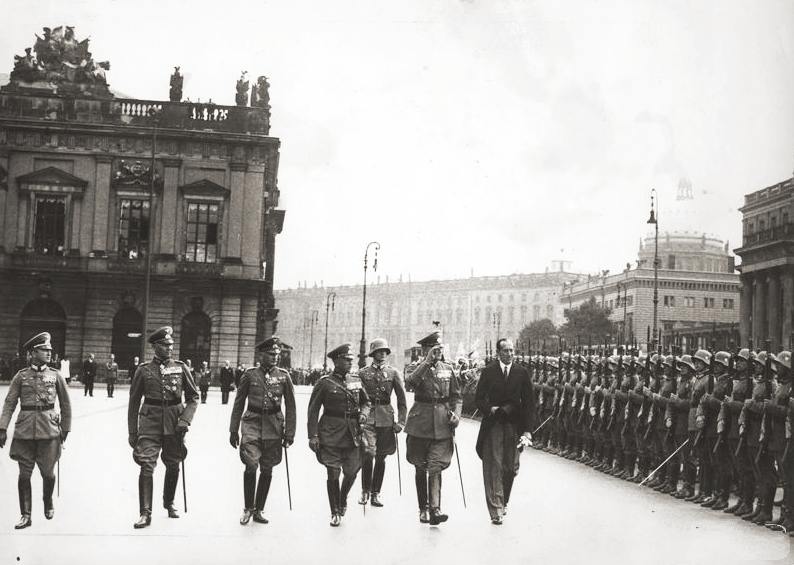
Beck przed kompanią reprezentacyjną Wehrmachtu podczas wizyty w Niemczech w lipcu 1935; obok Werner von Blomberg i Werner von Fritsch; Berlin, Unter den Linden

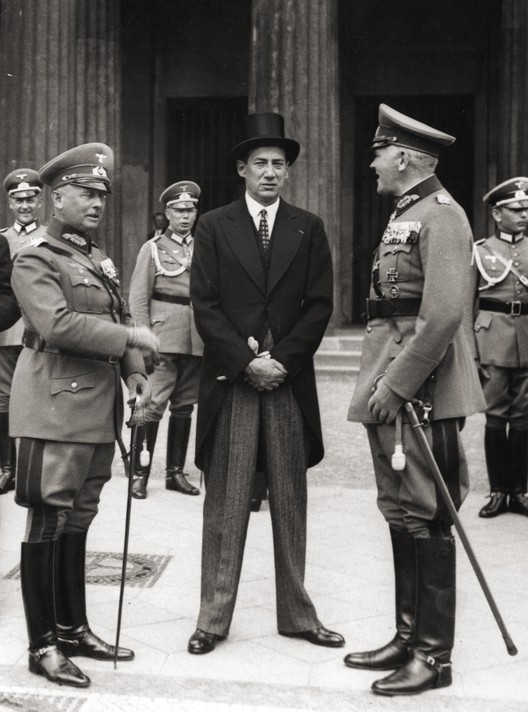
Werner von Fritsch, Józef Beck i Werner von Blomberg, Berlin, lipiec 1935

Wiadomość o śmierci Piłsudskiego dotarła do Becka, gdy ten uczestniczył w kolacji pożegnalnej wydanej dla swego dotychczasowego szefa gabinetu, Kazimierza Dębickiego, odchodzącego na placówkę w Belgradzie. Tej samej nocy prezydent Mościcki nominował gen. Edwarda Śmigłego-Rydza na Generalnego Inspektora Sił Zbrojnych, co Beck przyjął z zadowoleniem.

Po śmierci Piłsudskiego Józef Beck praktycznie sam decydował o kierunku polskiej polityki zagranicznej. Jak pisał Kajetan Morawski: 

Dyktatora zastąpili dyktatorzy. Dyktatorem biorącym na siebie cały ciężar odpowiedzialności i decyzji był Józef Beck w zakresie polityki zagranicznej; dyktatorem w sprawach wojska i obrony narodowej marszałek Śmigły-Rydz; dyktatorem wreszcie gospodarczym, choć o zasięgu ograniczonym dzięki istnieniu osobnego folwarku zastrzeżonego dla chadzającego własnymi drogami ministra Juliusza Poniatowskiego, wicepremier Kwiatkowski. Obok nich poczęli się mnożyć pomniejsi, lokalni wielkorządcy.

 Tuż po śmierci marszałka Piłsudskiego Beck postanowił kontynuować prowadzenie polityki zagranicznej opartej na kilku podstawowych założeniach: utrzymywaniu równowagi pomiędzy ościennymi mocarstwami, zacieśnianiu współpracy z Wielką Brytanią (mającą już wtedy większe znaczenie na arenie międzynarodowej niż Francja), prowadzeniu współpracy z Turcją i Japonią (państwa te miały podobny stosunek do ZSRR, jak i Polska), monitorowaniu sytuacji w Gdańsku oraz energicznej polityce wobec mniejszych państw. Prowadzenie takiej polityki miało zapewnić Polsce mocarstwową pozycję w tej części Europy.
3 lipca 1935 Beck złożył w Berlinie wizytę, podczas której spotkał się z Hitlerem. Podczas rozmów ten ostatni zadeklarował, że nie ma zamiaru rozpoczynać wojny w Europie. Stwierdził także, że naród niemiecki musi poszukiwać ugody zarówno z Polską, jak i Wielką Brytanią. Hitler bardzo nieprzychylnie wypowiadał się także o ZSRR, Lidze Narodów i porządku zaprowadzonym przez traktat wersalski, jednocześnie bardzo pozytywnie ustosunkował się do zmarłego Piłsudskiego. Stwierdził także, że nie ma nic przeciwko sojuszowi polsko-francuskiemu. Obaj politycy doszli również do porozumienia w sprawie Gdańska, w którym ścierały się polskie i niemieckie interesy gospodarcze oraz polityczne. Z Berlina Beck udał się do Gdyni, gdzie wraz z Arthurem Greiserem ratyfikował układ regulujący m.in. kwestie ceł na obszarze Wolnego Miasta Gdańska.
3 października 1935 wojska włoskie wkroczyły do Etiopii, Benito Mussolini zdecydował się uczynić ten kraj kolonią Włoch. Już 7 października Liga Narodów uznała Włochy za agresora i zaleciła zastosowanie wobec tego państwa sankcji gospodarczych. Beck nie chciał potępiać Mussoliniego, widząc w nim przeciwwagę dla wpływów niemieckich w Europie Środkowej. W tej sprawie naciskali na niego jednak przywódcy krajów europejskich, którzy nieoficjalnie uzależnili ponowne wejście Polski do Rady Ligi Narodów od udziału RP w Komitecie Pięciu powołanym dla badania problemu etiopskiego. Ostatecznie jednak organ ten nie zdołał zapobiec nowej ofensywie włoskiej w Afryce. W tym czasie Beck ponownie przebywał w Genewie, na posiedzeniu Ligi Narodów, gdzie usiłował wpłynąć na Radę w celu złagodzenia sankcji nałożonych na Włochy. Wracając ze Szwajcarii, w Berlinie spotkał się z Neurathem, który zapewnił go, że Niemcy nie myślą o zajęciu Kłajpedy. W drodze powrotnej Beck ciężko zachorował. Pomimo tego nie zaprzestał działalności, stając się świadkiem rywalizacji politycznej pomiędzy Śmigłym-Rydzem, prezydentem Mościckim i premierem Sławkiem. Beck uznawany był za w pełni samodzielnego polityka, nienależącego do grupy żadnej z wymienionych osób, choć ze Sławkiem łączyły go więzi przyjaźni. Mościcki nalegał, aby w nowym gabinecie znalazł się Eugeniusz Kwiatkowski jako wicepremier. Nie zgadzał się na to Walery Sławek, który ostatecznie złożył dymisję. Szefem rządu został Marian Zyndram-Kościałkowski, który zwrócił się do Becka o przyjęcie w nowym gabinecie teki ministra spraw zagranicznych. Ten odmówił, co było gestem solidarności ze Sławkiem. Jednak po rozmowach z Mościckim i Śmigłym-Rydzem postanowił zgodzić się na dalsze kierowanie swoim dotychczasowym resortem.
Na przełomie października i listopada 1935 Beck, wciąż chory, przebywał na urlopie w Rabce (pomimo wypoczynkowego charakteru wyjazdu, zajmował się wówczas m.in. stosunkami z Czechosłowacją). Później, w połowie grudnia ponownie gościł w Genewie, gdzie spotkał się z Edenem, który kilkanaście dni później znów został ministrem spraw zagranicznych Wielkiej Brytanii. Beckowi udało się nawiązać z nim przyjacielskie stosunki. Święta Bożego Narodzenia spędził w Zakopanem.
1936 rozpoczął się od kolejnych zawirowań wokół Wolnego Miasta Gdańska. Na żądanie części Gdańszczan, Anthony Eden, pełniąc rolę referenta Ligi Narodów, przedstawił jej Radzie raport, kwestionujący sfałszowane przez gdańskich hitlerowców wybory i podtrzymujący polskie uprawnienia w Wolnym Mieście. Prezydent tamtejszego senatu Arthur Greiser nie uznał tego raportu. Beck nakłonił Greisera, aby ten uznał punkt dotyczący polskich uprawnień, w zamian za co z raportu Edena skreślono punkt potępiający sfałszowane wybory. Polski minister uznał tak wypracowany kompromis za spory sukces.
Na początku marca Beck gościł w Belgii, gdzie spotkał się z królem Leopoldem III. Wizytę tę oceniał bardzo pozytywnie, dyskutowano m.in. na temat ewentualnej współpracy wojskowej polsko-belgijskiej na wypadek zagrożenia ze strony Niemiec. 7 marca nastąpiło wkroczenie wojsk niemieckich do zdemilitaryzowanej dotychczas Nadrenii, co było pogwałceniem postanowień traktatu wersalskiego. Beck wezwał do siebie ambasadora francuskiego w Polsce, Leona Noëla i zakomunikował mu, że w razie potrzeby Polska wypełni swój obowiązek jako sojusznik Francji. Oświadczenie to wywarło spore wrażenie na Francuzach, ale nie podjęli oni akcji zbrojnej przeciwko wojskom niemieckim zajmującym Nadrenię. Podczas zwołanej wyjątkowo do Londynu sesji Rady Ligi Narodów, która zajęła się tą sprawą, Beck spotkał się z nowym ministrem spraw zagranicznych Francji, Pierre-Étienne Flandinem, bardzo niechętnie ustosunkowanym do Polski. Polski minister oświadczył mu, że sojusz polsko-francuski pozostaje nadal w mocy. Parę dni później stwierdził jednak, że pogwałcenie przez Niemcy strefy nadreńskiej nie stanowi dla Polski casus foederis.
Podczas londyńskiej sesji Ligi Narodów Beck zadecydował o konieczności zniesienia wobec Włoch sankcji gospodarczych, jakie ciążyły na tym kraju po rozpoczęciu przez Mussoliniego inwazji na Etiopię. 26 czerwca zatelefonował do Warszawy, przekazując swą decyzję obradującej Radzie Ministrów. Następnego dnia polski rząd jednogłośnie uchwalił zniesienie sankcji wobec Włoch. Polska była pierwszym krajem, który to uczynił po wybuchu wojny etiopsko-włoskiej. W stolicy Wielkiej Brytanii Beck spotkał się także z Litwinowem. Radziecki polityk próbował wysondować możliwość zawiązania antyniemieckiej współpracy polsko-radzieckiej. Beck odniósł się do tego sceptycznie.
W połowie 1936 rozpoczęto tworzenie nowej partii grupy rządzącej – Obozu Zjednoczenia Narodowego. Beck odmówił wejścia w jej skład, podobnie jak wielu innych „starych” piłsudczyków .
W lipcu 1936, na mocy okólnika wydanego przez prezydenta Mościckiego i podpisanego przez premiera Składkowskiego, generał Śmigły-Rydz został oficjalnie ogłoszony pierwszą w Polsce osobą po Panu Prezydencie Rzeczypospolitej. Wzmocnienie pozycji wojskowego, prezentującego odmienne stanowisko odnośnie do polityki zagranicznej (był zwolennikiem zacieśniania współpracy z Francją), mogło być zagrożeniem dla niezależności ministra Becka. Wkrótce potem francuski generał Maurice Gamelin przybył do Warszawy, by zaprosić Śmigłego-Rydza do złożenia wizyty we Francji i uczestnictwa w manewrach wojskowych. 5 sierpnia Beck spotkał się ze Śmigłym-Rydzem, z którym ustalił, że podczas francuskiej wizyty Generalny Inspektor nie zgodzi się na udzielenie gwarancji niepodległości Czechosłowacji ani na propozycje współdziałania militarnego z ZSRR. Na przełomie sierpnia i września 1936 polski generał gościł we Francji, gdzie uczestniczył w manewrach wojskowych. Udało mu się także zapewnić Polsce 2 mld franków pożyczki na cele militarne (ostatecznie rzeczywista wysokość pożyczki okazała się mniejsza). W trakcie tej wizyty, Francuzi sugerowali polskiemu wojskowemu konieczność zmiany na stanowisku ministra spraw zagranicznych RP, wskazując na rzekome germanofilstwo Becka. Śmigły-Rydz stwierdził jednak, że państwo korzysta na tym, iż posiada polityka mającego dobre kontakty z Niemcami. Zaprzeczył też, jakoby Polska zamierzała zaatakować Czechosłowację.
We wrześniu 1936 do Polski przyjechał minister spraw zagranicznych Rumunii Victor Antonescu, a w pierwszych dniach października Beck spotkał się w Genewie z premierem francuskim Léonem Blumem. Ten ostatni namawiał polskiego ministra do nawiązania ścisłych relacji z tzw. Małą Ententą, a przede wszystkim z Czechosłowacją. Beck odniósł się do tej prośby negatywnie. Ustalono konieczność zachowania neutralności w stosunku do stron wojny domowej w Hiszpanii. Następnie, w dniach 8–12 listopada Beck wraz z żoną przebywał w Londynie, z oficjalną wizytą w Wielkiej Brytanii. 10 listopada 1936 Edward Śmigły-Rydz został marszałkiem Polski. Do nominacji tej bardzo sceptycznie odnosiło się wielu piłsudczyków (m.in. Walery Sławek), ale Beck zdecydował się nie wchodzić z marszałkiem w otwarty konflikt.

W lutym 1937 Beck ciężko zachorował. Choroba i ogólne wyczerpanie spowodowały, że złożył dymisję na ręce prezydenta Mościckiego. Ten jednak jej nie przyjął. Beck udał się na dwumiesięczny wyjazd wypoczynkowy do Cannes. Spotkał się tam prywatnie m.in. z Winstonem Churchillem. O tym spotkaniu pisał Beck: 

W wyniku naszej rozmowy mogliśmy stwierdzić, że nie było między nami żadnych różnic w ocenie niebezpieczeństwa, jakie przedstawiły Niemcy dla porządku europejskiego. Nie zdołaliśmy natomiast uzgodnić naszych punktów widzenia na Rosję Sowiecką. Nie mogłem pozbyć się wrażenia, że ten wybitny mąż stanu zanadto żył wspomnieniami wojny z lat 1914–1918 i zdradzał nadmierną tendencję do uznawania Rosji za stosunkowo poważną przeciwwagę dla dynamizmu niemieckiego. […] Chociaż nie udało się nam uzgodnić naszych stanowisk w tej sprawie, doszliśmy do przekonania, że w wypadku konfliktu Anglia i Polska w żadnym razie nie znajdą się we wrogich sobie obozach .

Po zakończeniu wypoczynku w kwietniu 1937 Beck złożył wizytę w Rumunii. Następnie w maju przebywał na spotkaniu Ligi Narodów w Genewie, skąd udał się do Wielkiej Brytanii na uroczystość koronacji króla Jerzego VI.

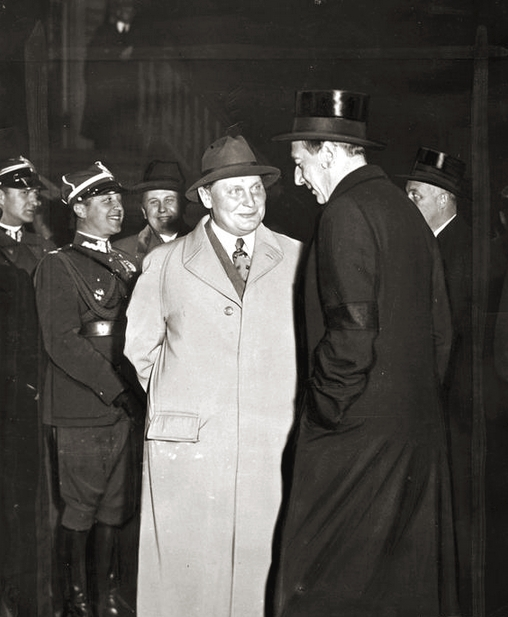
Beck i Hermann Göring podczas swej wizyty w Warszawie w 1937

5 listopada 1937 ogłoszono jednocześnie w Warszawie i w Berlinie negocjowaną od kilku miesięcy tzw. deklarację mniejszościową, dającą mniejszości polskiej w Niemczech i niemieckiej w Polsce równe prawa. 6 listopada w Rzymie podpisano natomiast protokół przystąpienia Włoch do paktu antykominternowskiego. Beck zdecydował się wydać oficjalny komunikat, w którym zaprzeczał pogłoskom, jakoby Polska również została zaproszona do przystąpienia do tego porozumienia. Zaznaczał jednak, że RP będzie dalej walczyć z wpływami Kominternu na terenie Polski. Zachowując niezależność zarówno od państw „Osi”, jak i od ZSRR, Beck starał się stworzyć koncepcję tzw. „Międzymorza” lub też „Trzeciej Europy”. Miał to być blok państw od Bałtyku po Morze Czarne i Adriatyk, którego ośrodkiem byłaby ścisła współpraca Polski, Rumunii i Węgier. Plan ten nie wkroczył jednak w fazę realizacji.
Od 3 do 6 grudnia 1937 w Warszawie przebywał francuski minister spraw zagranicznych Yvon Delbos. Spotkał się z nim Józef Beck, z którym rozmawiał o stosunkach Polski z Czechosłowacją, Wielką Brytanią i Niemcami. Ustalono także, że Francja nie będzie czynić przeszkód ewentualnej emigracji polskich Żydów na Madagaskar. Beck następnie towarzyszył francuskiemu ministrowi w jego podróży koleją do Krakowa.
13 stycznia 1938, jadąc na kolejną sesję Ligi Narodów, Beck zatrzymał się w Berlinie. Tam rozmawiał z Neurathem, Goebbelsem i Göringiem, choć głównym celem jego wizyty była chęć spotkania z Hitlerem. Doszło do niego 14 stycznia. Kanclerz Rzeszy dał mu do zrozumienia, że zbliża się moment wchłonięcia Austrii przez Niemcy. Pomimo tego Beck odniósł wrażenie, że nie dojdzie do tego w najbliższej przyszłości. Po zakończeniu rozmowy z Hitlerem, polski minister udał się na spoczynek. Po jakimś czasie obudzono go, informując, że z powodu upadku francuskiego rządu Camille Chautempsa, sesja Rady Ligi Narodów została odroczona. Wobec tego Beck postanowił, że zamiast Genewy odwiedzi Cannes. Niemcy jednak zaczęli wywierać na niego naciski, aby pozostał i wziął udział w uroczystym bankiecie, jaki Hitler wydał na cześć jugosłowiańskiego premiera, Milana Stojadinovicia. Beck domyślił się, że miałoby to propagandowe znaczenie dla dyplomacji niemieckiej. Postanowił wobec tego natychmiast wyjechać, co udało mu się nie bez trudności.
W pierwszych dniach lutego 1938 Beck wraz z prezydentem Mościckim witali w Krakowie przybywającego tam z oficjalną wizytą regenta Węgier, Miklósa Horthyego. Z Madziarami zbliżał go fakt, że podobnie jak Polska mieli oni nie najlepsze stosunki z Czechosłowacją. W razie konfliktu zbrojnego i ewentualnego rozpadu tego ostatniego państwa, Beck uważał za korzystne posiadanie wspólnej granicy z Węgrami. Zaniepokojenie polskiej strony wzbudzała jednak chęć do współpracy z Niemcami, jaką wyrażali Węgrzy. Tuż po odjeździe Horthyego, w Warszawie gościł Göring, którego polski minister podjął obiadem. Göring zapowiedział wizytę nowego ministra spraw zagranicznych Niemiec Joachima von Ribbentropa w Warszawie, a także zaproponował przedłużenie układu z 1934 o 15 lat.
Na początku marca 1938 Józef Beck przebywał z wizytą we Włoszech. Podejmowano go tam szczególnie uroczyście, w sposób godny głowy państwa. Rozmawiał m.in. z Mussolinim i królem włoskim, Wiktorem Emanuelem III. Nie udało się natomiast spotkać z papieżem Piusem XI, oficjalnie z powodu choroby głowy Kościoła katolickiego, choć rzeczywistą przyczyną tego był fakt, że Beck był rozwodnikiem, który zmienił wyznanie katolickie na protestantyzm w celu poślubienia drugiej kobiety. Podczas rozmowy z Mussolinim, dyktator włoski stwierdził, że nie ma zamiaru bronić niepodległości Austrii za wszelką cenę, jeżeli w tej sprawie poparcia nie udzielą mu Wielka Brytania i Francja. Podobną deklarację co do niepodległości Czechosłowacji złożył Beck, deklarując jednocześnie, iż RP nie ma zamiaru brać udziału w ewentualnym rozbiorze tego państwa. Następnego dnia minister spraw zagranicznych Włoch – Galeazzo Ciano poinformował swego polskiego odpowiednika, że Włochy będą kontynuować politykę Osi Berlin – Rzym, ale jednocześnie stawiają na pogłębianie współpracy z Jugosławią, Węgrami i Polską. Dalsza część wizyty obejmowała także pokaz nowoczesnych samolotów na podrzymskim lotnisku Guidonia. Beck odbył wówczas godzinny lot samolotem, pilotowanym przez samego Duce. Po zakończeniu oficjalnej części wizyty, polski minister udał się 10 marca do Sorrento, gdzie wraz z żoną i pasierbicą odpoczywał przez 10 dni. Dokuczały mu przypadłości gruźlicze, jak również dolegliwości wywołane przez nadmiernie aktywny tryb życia oraz uleganie nałogowi pijaństwa.

#### Anschluss i kryzys litewski
Po spotkaniu z przywódcą Włoch, Beck nabrał przekonania, że nie jest on już siłą powstrzymującą Niemcy od wchłonięcia Austrii. Nie zamierzał on jednak temu przeciwdziałać, stwierdzając, że nie ma możliwości ani powodu aby sprzeciwiać się Anschlussowi. Sam Beck pisał: 

Drażliwe dla nas punkty były zawsze te same: Gdańsk, stosunki z Litwą, Zaolzie i wreszcie sprawa wspólnej granicy z Węgrami w wypadku rozbioru Czechosłowacji. Dla Niemiec problem austriacki był pierwszorzędny, a dla nas był on najbardziej odległy i w gruncie rzeczy najmniej nas obchodził; dlatego też byłem zdania, że nasza reakcja powinna być bardzo ostrożna .

 Przebywając w Sorrento, Beck otrzymał wiadomość o dokonaniu Anschlussu Austrii przez Niemcy, jak również o incydencie na granicy polsko-litewskiej, podczas którego zginął żołnierz Korpusu Ochrony Pogranicza (zabity przez strażników litewskich). 14 marca wyjechał pośpiesznie z Włoch, tuż przed udaniem się w drogę wysłał do Warszawy depeszę, w której poprosił premiera Składkowskiego o zorganizowanie po jego powrocie na temat kryzysu litewskiego konferencji z udziałem prezydenta i Generalnego Inspektora. Beck w drodze do Polski przejeżdżał przez Wiedeń, gdzie został powitany przez nowego gubernatora Austrii Arthura Seyss-Inquarta. Do Warszawy polski minister przybył 16 marca 1938.
Od razu po swym powrocie udał się na konferencję z udziałem m.in. Mościckiego i Śmigłego-Rydza. Podczas spotkania prezydent i wicepremier Kwiatkowski sprzeciwili się agresywnej reakcji względem Litwy. Odmienne stanowisko przedstawili Śmigły-Rydz i Składkowski. Beckowi udało się przeforsować własną propozycję zachowania wobec Litwy – zaplanował postawienie jej ultimatum, którego przedmiotem było nawiązanie stosunków dyplomatycznych. 17 marca zostało ono wystosowane przez rząd polski do gabinetu litewskiego. W tym czasie Śmigły-Rydz przybył do Wilna, wydano też stosowne zarządzenia wojskowe. W całej Polsce masowo organizowano manifestacje popierające politykę rządu, ich hasłem przewodnim stało się „Wodzu, prowadź nas na Kowno!”. Ultimatum spotkało się ze zdecydowaną reakcją ZSRR, który wyraził swój brak akceptacji dla tego typu działań podejmowanych przez Polaków oraz nieprzychylnym nastawieniem Francji i innych państw zachodnich, w mniemaniu których środek ten był podobny do nacisków stosowanych przez Hitlera. 19 marca rząd Litwy przyjął żądania, co pozwoliło unormować stosunki pomiędzy oboma państwami.

#### Zajęcie Zaolzia

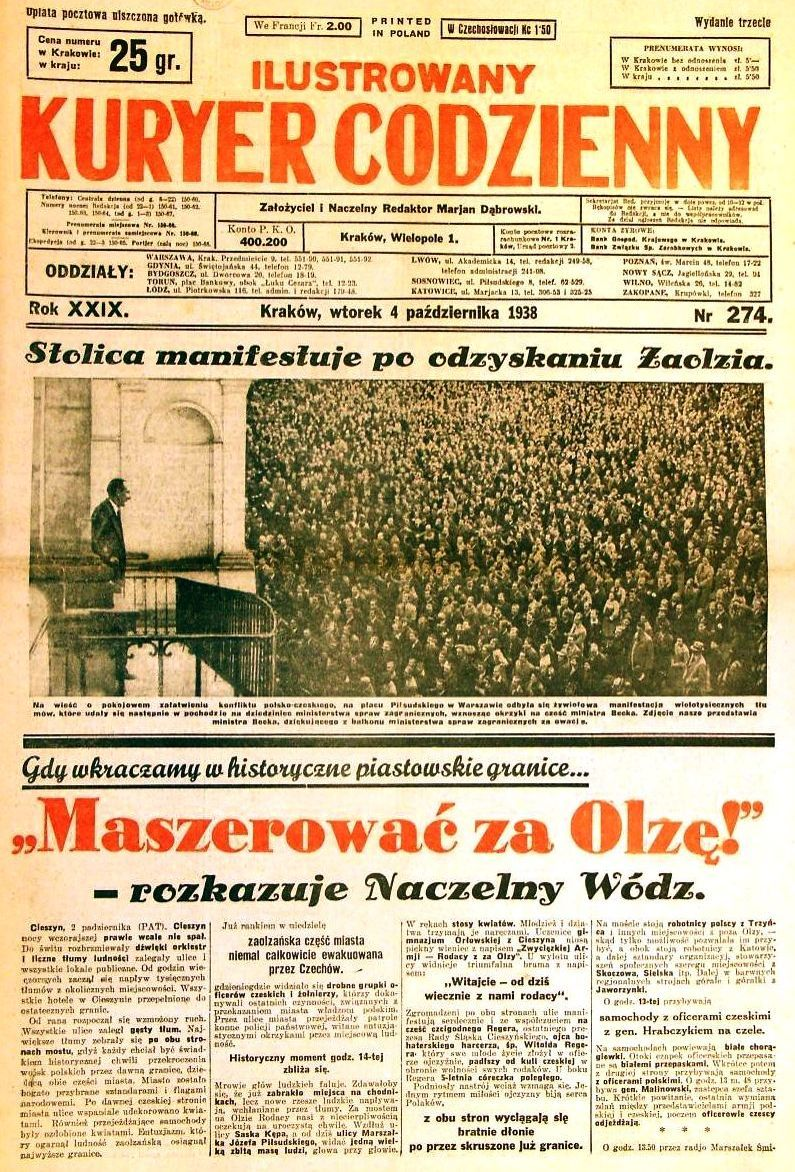
Strona tytułowa Ilustrowanego Kuriera Codziennego z 4 października 1938 – minister Beck pozdrawia uczestników manifestacji poparcia tuż po zajęciu Zaolzia

Zaostrzała się także sytuacja w stosunkach polsko-czechosłowackich. Czechosłowacja była postrzegana przez Becka jako nietrwały składnik układu sił i równowagi politycznej w Europie Centralnej, który nie ma szans na przetrwanie. Nie zaliczał jej do państw, które w przyszłości mają wejść w skład bloku „Trzeciej Europy”. W marcu np. Beck polecił wystosować ostrą notę pod adresem rządu w Pradze, domagając się zakończenia działalności skierowanej przeciw państwu polskiemu, prowadzonej przez ukrywających się w Czechosłowacji komunistów zbiegłych z Polski i innych emigrantów politycznych. Wśród nich znajdował się np. Wincenty Witos. 12 maja 1938 Beck uczestniczył w konferencji na Zamku Królewskim w Warszawie, zorganizowanej przez prezydenta Mościckiego, której głównym tematem była sytuacja Czechosłowacji. Ustalono, że Polska nie będzie współdziałać ze swym południowym sąsiadem, ale stwierdzono także, że RP w żadnym razie nie wystąpi przeciwko temu krajowi. Krótko po tym spotkaniu Beck udał się w podróż dyplomatyczną, odwiedzając Szwecję, Norwegię, Estonię i Łotwę. Powrócił do Polski 30 maja, a w czerwcu na krótko zawitał do Gdańska. W sierpniu przyjmował tam pierwszego lorda admiralicji Wielkiej Brytanii, Duff Coopera oraz Brendana Brackena, wpływowego posła do Izby Gmin, należącego do frakcji Churchilla w brytyjskiej Partii Konserwatywnej.
18 września mocarstwa zachodnie wystosowały do Czechosłowacji notę, w której domagały się przyjęcia niemieckich żądań w sprawie Kraju Sudetów. Została ona odrzucona. W nocy z 20 na 21 września posłowie brytyjski i francuski w Pradze ponowili to żądanie. 21 września natomiast rząd czechosłowacki otrzymał notę polską, postulującą rozwiązanie problemu mniejszości polskiej na tych samych zasadach, jak mniejszości niemieckiej w Kraju Sudetów. Pod koniec września, podczas konferencji w Monachium, mocarstwa zachodnie zawarły układ, w którym usankcjonowano przekazanie terenów zamieszkanych przez Niemców sudeckich III Rzeszy. Beck liczył także na to, że podczas tego spotkania zostanie poruszona kwestia Wolnego Miasta Gdańska oraz Śląska Cieszyńskiego. Tak jednak nie stało się, wobec czego polski minister postanowił przedsięwziąć energiczne działania. Podczas konferencji na Zamku Królewskim w Warszawie Beck stwierdził, że na znak protestu wobec nieuwzględnienia polskich postulatów w układzie monachijskim, oddziały generała Władysława Bortnowskiego powinny ruszyć w kierunku Zaolzia. Zgodzili się z nim Mościcki i Śmigły-Rydz. 30 września 1938 o godz. 23.45 Beck wystosował względem Pragi ultimatum (z dwunastogodzinnym terminem przyjęcia), w którym domagał się przekazania Polsce obszaru Zaolzia. 1 października rząd czechosłowacki poprosił o przedłużenie terminu upłynięcia ultimatum do godziny 13.00. Beck wyraził na to zgodę. O godzinie 12.50 poseł RP w Pradze, Kazimierz Papée powiadomił rząd polski o przyjęciu jego żądań przez stronę czechosłowacką. Oddziały polskie wkroczyły na Zaolzie następnego dnia, zajmując jednocześnie leżącą na Słowacji, a będącą kiedyś częścią Śląska, Ziemię Czadecką aż pod przedmieścia miejscowości Czadca (razem 966 km²). W tym czasie Niemcy zajmowały Kraj Sudetów. Już 12 października marszałek przybył osobiście do Cieszyna, gdzie został przywitany owacyjnie. W kraju Beck był fetowany przez uczestników manifestacji zorganizowanej na dziedzińcu Ministerstwa Spraw Zagranicznych przy warszawskiej ulicy Wierzbowej. Pomimo nastroju zwycięstwa, Polska straciła wiele w oczach Francji.

W uznaniu zasług podczas kryzysu czechosłowackiego 9 października 1938 minister Józef Beck został odznaczony przez prezydenta Mościckiego Orderem Orła Białego 12 października 1938. Otrzymał także doktoraty honoris causa Uniwersytetu Jana Kazimierza we Lwowie (październik 1938) i Uniwersytetu Warszawskiego (20 października 1938). Wkrótce po zajęciu Zaolzia Beck oświadczył w przemówieniu radiowym: 

Sprawiedliwości dziejowej stało się zadość. Prastara ziemia piastowska, Śląsk Zaolziański, wróciła do Polski.

#### Ku wojnie
18 października 1938 Beck wyjechał do Rumunii. Prowadził tam rozmowy na temat uczestnictwa Rumunii w projektowanym ustanowieniu wspólnej granicy polsko-węgierskiej poprzez aneksję przez Węgry Rusi Zakarpackiej, przy jednoczesnym przejęciu przez Rumunię południowo-wschodniego skrawka terytorium Rusi Zakarpackiej (linia kolejowa). Miałoby to nastąpić po przewidywanym rozpadzie Czechosłowacji. Spotkało go jednak rozczarowanie, ponieważ Rumuni opowiedzieli się za zachowaniem Czechosłowacji, zaś Węgry przyjęły arbitraż III Rzeszy i Włoch w sporze terytorialnym z Czechosłowacją, zamiast formuły ultimatum wobec rządu w Pradze.
24 października 1938 niemiecki minister spraw zagranicznych Joachim von Ribbentrop zaprosił na rozmowę ambasadora RP Józefa Lipskiego do Berchtesgaden. Przedstawił mu szereg żądań Niemiec wobec Polski: powrót do Rzeszy Wolnego Miasta Gdańsk, korytarz na Pomorzu z eksterytorialną autostradą i linią kolejową, polska autostrada i linia kolejowa na terytorium gdańskim, gwarancja dla Polski dalszej możności sprzedawania towarów w Gdańsku, uznanie wzajemne granic obu państw (w razie konieczności – podpisanie gwarancji terytorialnych) oraz przedłużenie niemiecko-polskiej deklaracji o nieagresji na 25 lat. Zaskoczony Lipski stwierdził, że musi przekazać te żądania swojemu rządowi.

W listopadzie 1938 nastąpiło dalsze okrojenie Czechosłowacji. Poseł polski w Pradze złożył notę, formułującą polskie pretensje terytorialne na Spiszu i Orawie, a Węgry po rozstrzygnięciu arbitrażu wiedeńskiego przyłączyły kilka południowych powiatów słowackich (łącznie z Koszycami), a także część Rusi Zakarpackiej (z Użhorodem i Mukaczewem). 4 listopada Beck oświadczył swoim współpracownikom: 

W ostatnich dwóch miesiącach skompromitowały się różne systemy i metody, w których wartość znacznie silniej wierzono, niż na to zasługiwały (…) Liga Narodów zamarła. Równocześnie z nią skompromitował się w sposób gwałtowny tzw. system francuski w Europie wschodniej, jak również skuteczność kombinowanych wystąpień francusko-angielskich, którym na tle Ligi chciano nadać charakter zbliżony do wyroków trybunału międzynarodowego (…) Myśmy przeszli przez to obronną ręką. Z drugiej strony zostało udowodnione, że nie potrafimy zostać obojętni wobec zjawisk bliskich, które nas obchodzą. Pod tym względem stanowisko nasze nie jest najgorsze. Jesteśmy w dobrym punkcie politycznym.

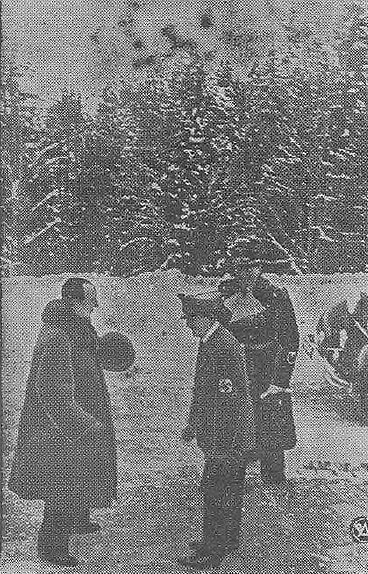
Adolf Hitler i Józef Beck w Obersalzbergu (1939)

Boże Narodzenie i Nowy Rok spędził Beck wraz z Bolesławem Wieniawą-Długoszowskim (który objął nieco wcześniej placówkę dyplomatyczną w Rzymie) w Monte Carlo. Wracając do Polski, minister pojawił się w Niemczech, gdzie 5 stycznia 1939 spotkał się z Hitlerem w Berghofie. Beck próbował go przekonać do planu przyłączenia Rusi Zakarpackiej do Węgier. W odpowiedzi Hitler powtórzył żądania przedstawione 24 października poprzedniego roku. Beck udzielił wymijającej odpowiedzi. Po powrocie do kraju, 7 stycznia, powiadomił o tej rozmowie prezydenta Mościckiego i marszałka Śmigłego-Rydza. Stwierdził, że Niemcy stają się groźne, trzeba więc zacieśniać współpracę militarną z Wielką Brytanią i Francją.
W połowie stycznia 1939 Beck ciężko zachorował. Pomimo choroby przyjął Ribbentropa, który pojawił się w Warszawie 25 stycznia z oficjalną wizytą. Niemiecki minister spotkał się z prezydentem Mościckim, marszałkiem Śmigłym-Rydzem i m.in. złożył wieniec na Grobie Nieznanego Żołnierza w Warszawie. Ribbentrop podczas rozmów prowadzonych z Beckiem i innymi polskimi politykami nalegał na przyjęcie przez Polskę żądań niemieckich. W zamian za to oferował przekazanie jej Słowacji po zakończeniu rozbioru Czechosłowacji, wspominał także o możliwości wspólnych działań zbrojnych przeciwko ZSRR. Stwierdził m.in. Jesteście bardzo uparci w sprawach dostępu do morza. Ale Morze Czarne jest przecież także morzem. W odpowiedzi Beck stwierdził, że Polska traktuje układ o nieagresji ze Związkiem Radzieckim poważnie i zalecił Ribbentropowi, aby w sprawie ewentualnego przyjęcia niemieckich żądań względem Polski nie był optymistą.
W styczniu 1939 nakładem wydawnictwa Gebethner i Wolff została wydana książka autorstwa Konrada Wrzosa pt. Pułkownik Józef Beck oraz równocześnie jej angielskie wydanie pt. Secrets of Colonel Beck.

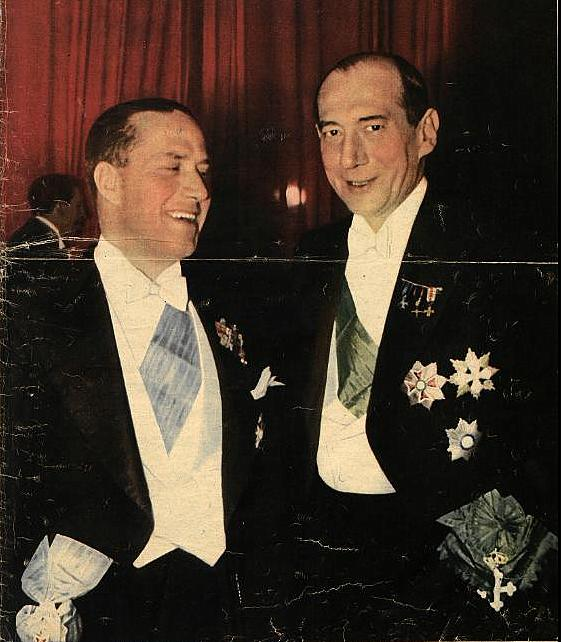
Galeazzo Ciano i Józef Beck w lutym 1939

19 lutego 1939 podpisano polsko-radziecki układ handlowy, a 25 lutego do Warszawy przyjechał włoski minister spraw zagranicznych, Galeazzo Ciano. Beck spodziewał się, że wizyta ta będzie próbą pośrednictwa Włoch pomiędzy Polską a Niemcami. Jego nadzieje nie spełniły się – Ciano w swoich wypowiedziach był bardzo ogólnikowy. Krótko po jego wizycie, Beck znów zachorował, ale pomimo tego już 5 marca przyjął w Warszawie rumuńskiego ministra spraw zagranicznych – Grigore Gafencu. Wyraził on gotowość do porozumienia się z Węgrami i dopuszczał możliwość zajęcia przez nich Rusi Zakarpackiej, co było po myśli Becka.
14 marca słowacki sejm krajowy ogłosił niepodległość Słowacji. Tego samego dnia proklamowano niepodległość Ukrainy Karpackiej. Jej przywódcy poprosili Berlin o wzięcie w opiekę nowego państwa. Hitler polecił ją jednak Węgrom, nakazując jednoczesne wkroczenie Wehrmachtu do Morawskiej Ostrawy. Następnego dnia, po wizycie w Berlinie prezydenta Czechosłowacji Emila Háchy i wymuszeniu na nim zgody na secesję Słowacji oraz poddanie Czech i Moraw pod protektorat III Rzeszy Wehrmacht okupował całe terytorium Czech i Moraw, bez oporu ze strony armii czechosłowackiej, przejmując pełne uzbrojenie 42 dywizji. 15 marca 1939 niepodległa Czechosłowacja przestała istnieć – został utworzony Protektorat Czech i Moraw. W Warszawie do Becka zgłosił się ambasador Moltke, aby poinformować o tym fakcie. Polski minister przyjął go chłodno, pytając o nieprzyjazną Polsce postawę oddziałów niemieckich zajmujących Czechosłowację. Wyraził jednak zadowolenie z powodu proklamowania niepodległości Słowacji. Nocą 16 marca oddziały węgierskie maszerujące przez Ruś Zakarpacką dotarły do polskiej granicy. Niedługo potem nastąpiło uroczyste spotkanie przedstawicieli obu armii.

Jednostronne złamanie postanowień układu monachijskiego przez III Rzeszę, która przekroczyła granice niemieckiego terytorium etnicznego i doprowadziła jednocześnie do unieważnienia czterostronnych gwarancji (Niemiec, Włoch, Francji i Wielkiej Brytanii) dla istnienia i nowych granic Czechosłowacji spowodowało, że 20 marca 1939 minister spraw zagranicznych Wielkiej Brytanii Edward Halifax wystąpił z propozycją ogłoszenia przez rządy brytyjski, francuski, polski i radziecki deklaracji o gotowości do natychmiastowego zwołania narady w sprawie kroków, jakie należałoby podjąć w razie zagrożenia pokoju w Europie. Memorandum dotyczące tej kwestii zgłosił Beckowi (wciąż ciężko choremu) 21 marca ambasador brytyjski w Polsce, Howard Kennard. Polski minister wyraził zadowolenie, stwierdzając jednocześnie: 

Sytuacja jest ciężka, ale wojny zaraz nie będzie. Jeszcze jest czas na dyplomację.

23 marca 1939 Niemcy zajęli Kłajpedę. Dla Warszawy było to czytelnym sygnałem, że niebezpieczeństwo konfliktu zbrojnego z III Rzeszą staje się coraz bardziej realne. W tej sprawie odbyła się u prezydenta Mościckiego konferencja, w której poza premierem i marszałkiem Śmigłym-Rydzem wziął udział także Beck. Ustalono konieczność zmiany priorytetów obronnych kraju – zrezygnowano z przygotowań do ataku ze wschodu i rozpoczęto tworzenie planów na wypadek inwazji Niemiec. Sam Beck był w tym czasie bardzo niepopularny w społeczeństwie polskim – uznano, że jego polityka nie spełniła swoich założeń. Polski minister w rozmowie z Szembekiem stwierdzał: 

Określiliśmy dokładnie, gdzie są granice naszych bezpośrednich interesów i poza tą linią prowadzimy normalną politykę o podejmujemy akcje, traktując to jako nasze normalne, bieżące prace. Poniżej tej linii przychodzi nasze polskie non possumus. To proste: będziemy się bić!

Przekazanie odpowiedzi na żądania niemieckie miało miejsce 26 marca – ambasador Lipski wręczył wówczas Ribbentropowi stosowne memorandum rządu polskiego. Zawierało ono odmowę przyjęcia żądań Niemiec w sprawie Gdańska i komunikacji eksterytorialnej. Nieco później Beck rozmawiał w Warszawie z Moltkem, któremu oświadczył, że jakakolwiek zmiana statusu Gdańska inspirowana przez Niemcy stanowić będzie dla Polski casus belli. Jednocześnie podkreślił dalszą chęć negocjacji. Moltke zapytał polskiego ministra: Chcecie więc pertraktować z najeżonymi bagnetami? Beck odpowiedział mu: A to zgodnie z waszym systemem.
24 marca ambasador polski w Wielkiej Brytanii Edward Raczyński zapytał Halifaksa, czy rząd tego kraju nie mógłby rozważyć zawarcia z Polską dwustronnej umowy obronnej. Propozycja ta spotkała się z pozytywnym przyjęciem, ustalono także, iż Józef Beck przyjedzie do Londynu na początku kwietnia. 31 marca premier Neville Chamberlain oświadczył w Izbie Gmin, że w razie jakiejkolwiek akcji zagrażającej niepodległości Polski, Wielka Brytania udzieli jej pomocy wszelkimi koniecznymi środkami. Dodał także, że podobne stanowisko zajmuje rząd francuski.

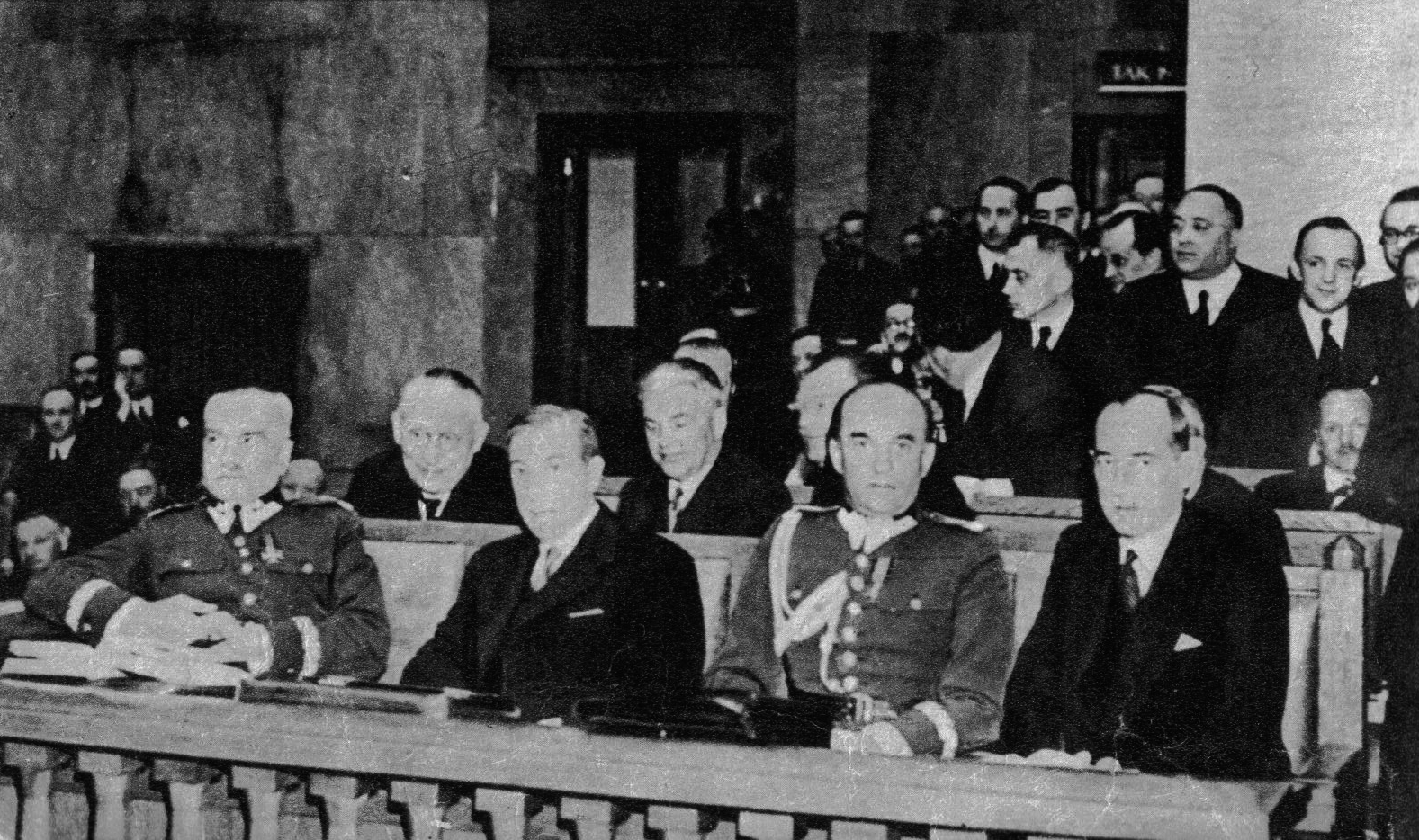
Ławy rządowe w Sejmie przed przemówieniem Becka 5 maja 1939; w pierwszym rzędzie od lewej: Składkowski, Kwiatkowski, Kasprzycki oraz Beck

Podczas podróży do Wielkiej Brytanii, do Becka dotarła wiadomość o samobójczej śmierci Walerego Sławka. Łączyła go z nim przyjaźń, informacja ta wstrząsnęła więc ministrem. Beck przybył do Londynu 2 kwietnia 1939. Tam negocjował z Chamberlainem i Halifaksem. Oświadczył m.in., że jest zdecydowany położyć kres niemieckim żądaniom. Wyraził także wątpliwości co do rzeczywistej sprawności Wehrmachtu. Złożył także deklarację, iż Polska nie będzie miała nic przeciwko porozumieniu się Wielkiej Brytanii z ZSRR. Wyraził jednak sprzeciw względem ewentualnego zawarcia umowy militarnej Polski, Wielkiej Brytanii i Francji z Rumunią. Jego zdaniem doprowadziłoby to do zwasalizowania Węgier przez Niemcy. 5 kwietnia pertraktacje zostały zakończone. Następnego dnia ogłoszono komunikat, w którym Polska udzieliła zwrotnych gwarancji Wielkiej Brytanii. Początkowo planowano pozostawienie w tajemnicy faktu osiągnięcia porozumienia, by nie drażnić Niemców. Jednak Beck uznał porozumienie za ogromny sukces, wobec czego, na własną odpowiedzialność, ujawnił je. Powrót do Polski minister rozpoczął 7 kwietnia. Do Warszawy przybył w przeddzień świąt Wielkanocy.
28 kwietnia o 11.45 Niemcy poinformowały stronę polską, że ze względu na układ polsko-brytyjski deklaracja polsko-niemiecka ze stycznia 1934 przestała obowiązywać. Beck natychmiast powiadomił o tym Śmigłego-Rydza. Jeszcze tego samego dnia Hitler wygłosił agresywne przemówienie, w którym powiadomił cały świat o uznaniu deklaracji sprzed 5 lat za nieobowiązującą. Zaraz po tym do dymisji podał się ambasador Lipski. Nie została ona przez Becka przyjęta. Minister szykował wystąpienie, które miał wygłosić na posiedzeniu Sejmu, będące odpowiedzią dla Hitlera.

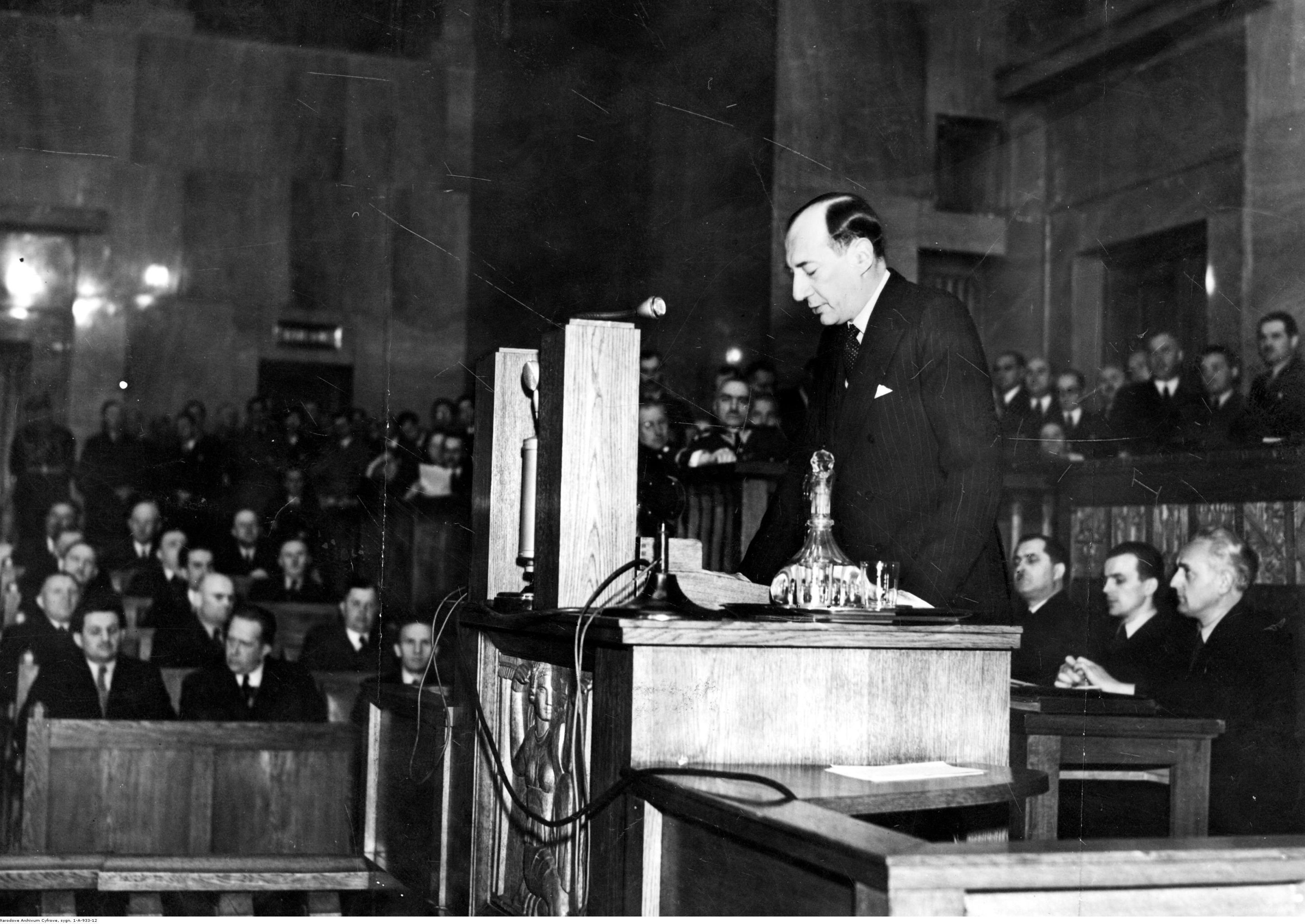
Józef Beck wygłaszający przemówienie w Sejmie 5 maja 1939

Józef Beck wygłosił swą mowę 5 maja 1939. Wysłuchali go nie tylko posłowie, ale także korpus dyplomatyczny i zagraniczni dziennikarze (wręczono im tekst przemówienia przetłumaczony na język francuski). Mowę Becka transmitowały krajowe i zagraniczne rozgłośnie radiowe. Minister stwierdził konieczność zachowania dotychczasowego statusu Gdańska i podkreślił wolę stawienia oporu niemieckim żądaniom, nawet za cenę konfliktu zbrojnego: 

Słyszę żądanie aneksji Gdańska do Rzeszy, z chwilą, kiedy na naszą propozycję, złożoną dn. 26 marca wspólnego gwarantowania istnienia i praw Wolnego Miasta nie otrzymuję odpowiedzi, a natomiast dowiaduje się następnie, że została ona uznana za odrzucenie rokowań – to muszę sobie postawić pytanie, o co właściwie chodzi? Czy o swobodę ludności niemieckiej Gdańska, która nie jest zagrożona, czy o sprawy prestiżowe, czy też o odepchnięcie Polski od Bałtyku, od którego Polska odepchnąć się nie da! (…) Pokój jest rzeczą cenną i pożądaną. Nasza generacja, skrwawiona w wojnach, na pewno na okres pokoju zasługuje. Ale pokój, jak prawie wszystkie sprawy tego świata, ma swoją cenę, wysoką, ale wymierną. My w Polsce nie znamy pojęcia pokoju za wszelką cenę. Jest jedna tylko rzecz w życiu ludzi, narodów i państw, która jest bezcenna. Tą rzeczą jest honor.

 Przemówienie Becka zostało owacyjnie przyjęte przez posłów zasiadających w ławach sejmowych. Ostentacyjnie brawa biła także loża prasowa. Zaraz po wystąpieniu, izba przegłosowała zwiększenie budżetu Ministerstwa Spraw Wojskowych o 2 mln zł. Tego samego dnia strona niemiecka otrzymała od rządu polskiego memorandum, w którym wykazywano bezzasadność prawną zerwania układu z 1934.

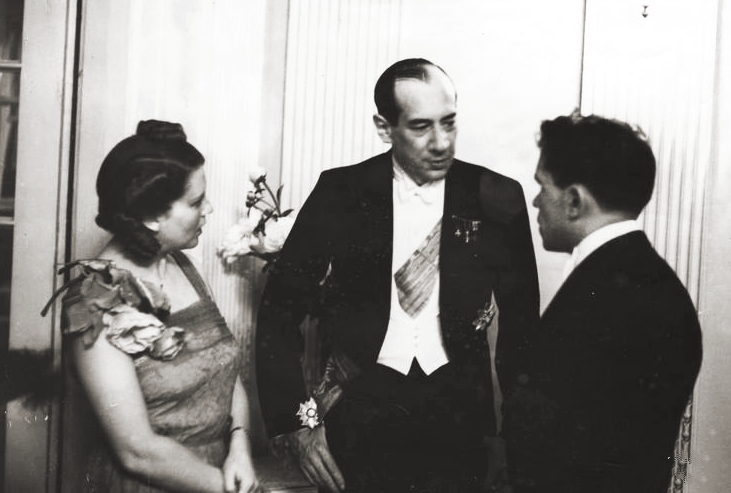
Rozmowa Becka z Nikołajem Szaronowem, ambasadorem ZSRR w Polsce i jego małżonką podczas przyjęcia w związku z rozpoczęciem misji. Ambasada ZSRR w Warszawie, czerwiec 1939.

Przemówienie Becka przysporzyło mu ogromnej popularności w Polsce i poza jej granicami. Zaraz po zakończeniu posiedzenia Sejmu, podczas którego minister wygłosił swą mowę, warszawscy tramwajarze zorganizowali pochód poparcia z ul. Młynarskiej na Woli pod gmach MSZ przy ul. Wierzbowej. Po drodze przyłączali się do nich spontanicznie przypadkowi przechodnie. Ostatecznie przed ministerstwem zebrał się 20-tysięczny tłum. Na balkon budynku MSZ wyszedł Beck, mówiąc do zebranych: 

Obywatele, minęły te czasy, gdy politykę zagraniczną prowadziło się za pomocą sztuczek dyplomatycznych. Polityki zagranicznej nie można prowadzić bez postawy zdecydowanej całego społeczeństwa.

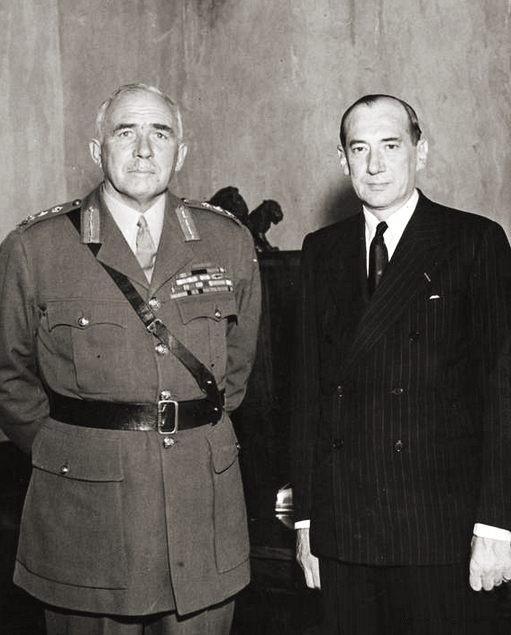
Szef Imperialnego Sztabu Generalnego generał Edmund Ironside i Józef Beck, Warszawa, lipiec 1939

W związku z napiętą sytuacją w stosunkach z Niemcami, Beck rozważał zastąpienie Lipskiego Szembekiem na placówce w Berlinie. Ten drugi zwrócił uwagę ministra na fakt, że mogłoby to zostać uznane jako ugięcie się pod naciskiem Niemców. 10 maja do Warszawy przyjechał Władimir Potiomkin, wicekomisarz spraw zagranicznych ZSRR, wracający z podróży do Ankary i Bukaresztu. W rozmowie z nim, Beck oświadczył, że wszelkie informacje o rzekomym przymierzu polsko-niemieckim przeciwko ZSRR, są nieprawdziwe. W odpowiedzi Potiomkin stwierdził, że w przypadku napaści na Polskę z zachodu, II Rzeczpospolita może liczyć na przychylną postawę Związku Radzieckiego. Tuż po wyjeździe dyplomaty, w Warszawie, po dwuletniej przerwie akredytowano nowego ambasadora radzieckiego, Nikołaja Szaronowa. Przekazał on Beckowi zapewnienia o chęci kontynuowania poprawnych stosunków, przesłane przez Wiaczesława Mołotowa. 20 czerwca Beck udał się na krótki urlop nad Bałtyk, gdzie uprawiał jachting, który był jego wielkim hobby.
4 lipca Beck wziął udział w naradzie z Mościckim, Śmigłym-Rydzem, Składkowskim, Kwiatkowskim i Adamem Kocem (ówczesnym prezesem Banku Polskiego), której tematem był brytyjski kredyt na dozbrojenie Polski w wysokości 8 mln funtów. Kwotę tę uznano za wysoce niewystarczającą.
Od 16 sierpnia trwały w Londynie rozmowy na temat formalnego zawarcia sojuszu polsko-brytyjskiego. 23 sierpnia 1939 zawarto układ pomiędzy ZSRR i Niemcami, który przeszedł do historii jako pakt Ribbentrop-Mołotow, a 25 sierpnia podpisano porozumienie Polski i Wielkiej Brytanii. Uczynili to Halifax i ambasador Edward Raczyński. 29 sierpnia prezydent Mościcki ogłosił mobilizację powszechną. Została ona jednak natychmiast odwołana, pod naciskiem ambasadorów francuskiego i brytyjskiego, którzy nie chcieli drażnić Hitlera. Beck ostrzegł ich jednak, że mobilizacja została odłożona jedynie o jeden dzień – istotnie, została ona ponownie ogłoszona 30 sierpnia.

#### Senator
Józef Beck był senatorem dwóch ostatnich kadencji II Rzeczypospolitej. W obu reprezentował miasto stołeczne Warszawę i należał do klubu OZN.

### II wojna światowa
O niemieckim ataku na Polskę 1 września 1939 Becka zawiadomił rankiem tego dnia premier Składkowski, który jednocześnie poinformował o tym także prezydenta i marszałka Śmigłego-Rydza. Według świadków, Beck przyjął tę wiadomość ze spokojem i opanowaniem. Minister nie wziął udziału w nadzwyczajnym posiedzeniu Rady Ministrów o 9 rano, w tym czasie rozmawiał z ambasadorem francuskim Noelem i brytyjskim Kennardem, powiadamiając ich o niemieckiej agresji. Po godz. 16 francuski dyplomata zawiadomił Becka o otrzymaniu włoskiej propozycji zwołania na 5 września konferencji przedstawicieli czterech mocarstw, w sprawie rozpatrzenia tych klauzul traktatu wersalskiego, jakie stały się przyczyną rozpoczęcia konfliktu. Minister wyraził zdecydowanie negatywne stanowisko wobec tej propozycji, widząc w niej próbę potraktowania Polski w podobny sposób, jak Czechosłowacji jesienią 1938. Tego samego popołudnia Beck przyjął nuncjusza papieskiego w Warszawie, Filippo Cortesiego, który doradził ministrowi oddanie Niemcom Gdańska i zgodę na pozostałe żądania Rzeszy.

2 września ambasadorowie włoski i radziecki zgłosili Beckowi neutralność swoich państw. W południe Beck wezwał natomiast ambasadorów Francji i Wielkiej Brytanii, z naciskiem przypominając o jednoznacznie niesprowokowanej agresji niemieckiej. Podkreślił konieczność przyspieszenia decyzji sojuszników o wypowiedzeniu wojny Rzeszy. Podał także informacje o bombardowaniu przez Niemców obiektów cywilnych. O godz. 14:30 odbyło się nadzwyczajne posiedzenie Sejmu, a o godz. 17 – Senatu. Następnego dnia o godz. 9 pojawiły się pierwsze informacje o wypowiedzeniu wojny Niemcom przez Wielką Brytanię i Francję. Zostały one potwierdzone o 11:45. O godz. 12:30 Beck złożył wizytę Kennardowi, a po południu przebywał w ambasadzie francuskiej. Po otrzymaniu wiadomości o wejściu sojuszników do wojny, Beck miał powiedzieć swojemu sekretarzowi: 

Naród miałby prawo postawić mnie pod mur i rozstrzelać, gdyby oni nie byli weszli do wojny.

 5 września Beck opuścił Warszawę, udając się do Brześcia nad Bugiem, w ślad za Naczelnym Wodzem Śmigłym-Rydzem. Dotarł tam w nocy z 6 na 7 września. Następnego dnia okazało się jednak, że konieczna jest dalsza ewakuacja. 8 września cały rząd znalazł się w Łucku, a cały korpus dyplomatyczny w Krzemieńcu. Sam Beck znalazł się w tym drugim mieście w nocy z 10 na 11 września. W tym czasie prowadził negocjacje z ambasadorem francuskim, dotyczące możliwości przeniesienia władz naczelnych państwa polskiego do Francji. Stwierdził także, że sojuszniczy obowiązek natychmiastowej pomocy nie został spełniony przez dowództwo francuskie. 12 września Beck stawił się w Ołyce, dokąd przeniósł się Śmigły-Rydz, a 13 września znalazł się wraz z najbliższymi współpracownikami w Kutach. Tam rozmawiał z ambasadorem rumuńskim Grigore Grigorcea na temat udzielenia przez władze Rumunii polskiemu rządowi prawa przejazdu przez terytorium tego państwa w drodze do Francji.
17 września na tereny Polski wkroczyły oddziały Związku Radzieckiego. Beck dowiedział się o tym tego samego dnia o godz. 6 rano. Natychmiast wyjechał do Kołomyi, gdzie wraz ze Śmigłym-Rydzem i Składkowskim zdecydowali o konieczności kontynuowania działalności rządu i prezydenta w kraju sprzymierzonym. Nieco później Grigorcea powiadomił go, że król Karol II ofiarowuje Polakom opiekę i prawo przejazdu. Beck poinformował go o zwolnieniu Rumunii z obowiązku sojuszniczego w związku z wejściem Armii Czerwonej na wschodnie tereny Rzeczypospolitej. Tego samego dnia po południu odbyło się w Kutach ostatnie spotkanie Mościckiego, Śmigłego-Rydza, Składkowskiego i Becka. Około 22 wieczorem wyruszyła stamtąd kolumna rządowych samochodów w kierunku granicy z Rumunią. Przed północą dojechała ona do Wyżnicy, skąd skierowała się do Czerniowiec.

#### Internowanie w Rumunii i śmierć

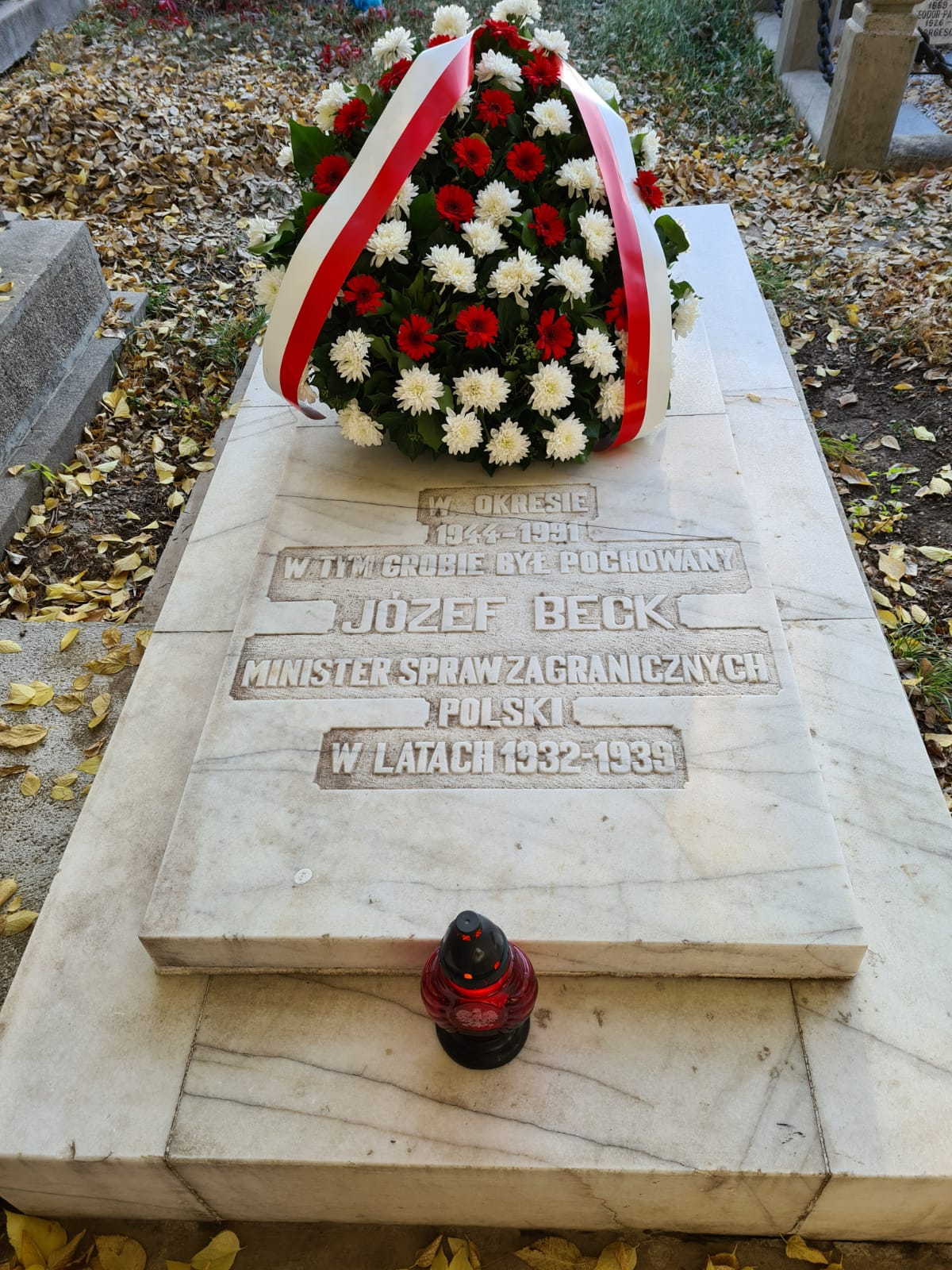
Symboliczny grób Józefa Becka na cmentarzu Cimitirul Bellu w Bukareszcie

W Czerniowcach Becka zakwaterowano w gmachu rezydenta królewskiego. 18 września rano zgłosił się do niego ambasador Vasile Grigorcea i zażądał podpisania deklaracji, w której rząd polski w przejeździe przez Rumunię zrzekałby się wszystkich uprawnień konstytucyjnych, politycznych i administracyjnych. Minister odmówił podpisania oświadczenia. Obiecano mu, że będzie mógł spotkać się z ministrem Gafencu. W tym celu przejechał samochodem do Slănic. Tam został internowany. Beckowi oświadczono, że nie ma możliwości kontynuowania dalszej podróży do Bukaresztu. Mogła to jednak uczynić jego żona, która pojechała do stolicy, gdzie znała wiele wpływowych osób. Nie udało się jej jednak wpłynąć na zmianę położenia męża. 30 września premier Składkowski zgłosił na ręce nowego prezydenta RP Władysława Raczkiewicza dymisję swojego gabinetu, która została przyjęta. Józef Beck przestał być ministrem spraw zagranicznych.
W październiku 1939 Beck wraz z żoną i pasierbicą został przewieziony do Braszowa, gdzie zamieszkał w hotelu, pilnowany przez rumuńską policję. Później krótko przebywał w Bukareszcie, gdzie zezwolono mu na leczenie zębów. Wczesnym latem 1940 przewieziono go do Dobroseti nad jeziorem Snagov. 20 października 1940 Beck próbował ucieczki do Turcji, została ona jednak udaremniona, a sam niedoszły zbieg trafił na jakiś czas do aresztu.
8 maja 1940 generał Władysław Sikorski, będący już wówczas premierem i naczelnym wodzem, zwrócił się do utworzonego przez siebie gabinetu, prosząc o opinię na temat zezwolenia na wjazd do Francji niektórych członków ostatniego sanacyjnego rządu. Wicepremier, prof. Stanisław Kot, zgodził się na Składkowskiego i Kwiatkowskiego, a August Zaleski (który znów został ministrem spraw zagranicznych), opowiedział się także za sprowadzeniem z Rumunii Józefa Becka. Sprzeciwił się temu jednak minister pracy i opieki społecznej, Jan Stańczyk. Sprawę tę miała rozstrzygnąć specjalna komisja, która jednak się nie zebrała.
Beck od listopada 1940 przebywał wraz z żoną i pasierbicą w willi na przedmieściach Bukaresztu. Internowanemu stopniowo zaostrzano reżim, ponieważ w Rumunii dochodziły do władzy coraz bardziej radykalne organizacje prohitlerowskie. W tym czasie Beck zajmował się pisaniem swoich pamiętników, wydanych później pt. Ostatni raport, oraz modelarstwem okrętowym. Latem 1942 okazało się, że ma zaawansowaną gruźlicę. Choroba rozwijała się szybko, wiosną 1944 były minister nie był już w stanie sprawnie się poruszać. Po rozpoczęciu alianckich bombardowań Bukaresztu, przeniesiono Becka wraz z rodziną do wsi Stănești, gdzie zamieszkał w nieużytkowanym budynku dwuizbowej szkoły. Tam zmarł 5 czerwca 1944.

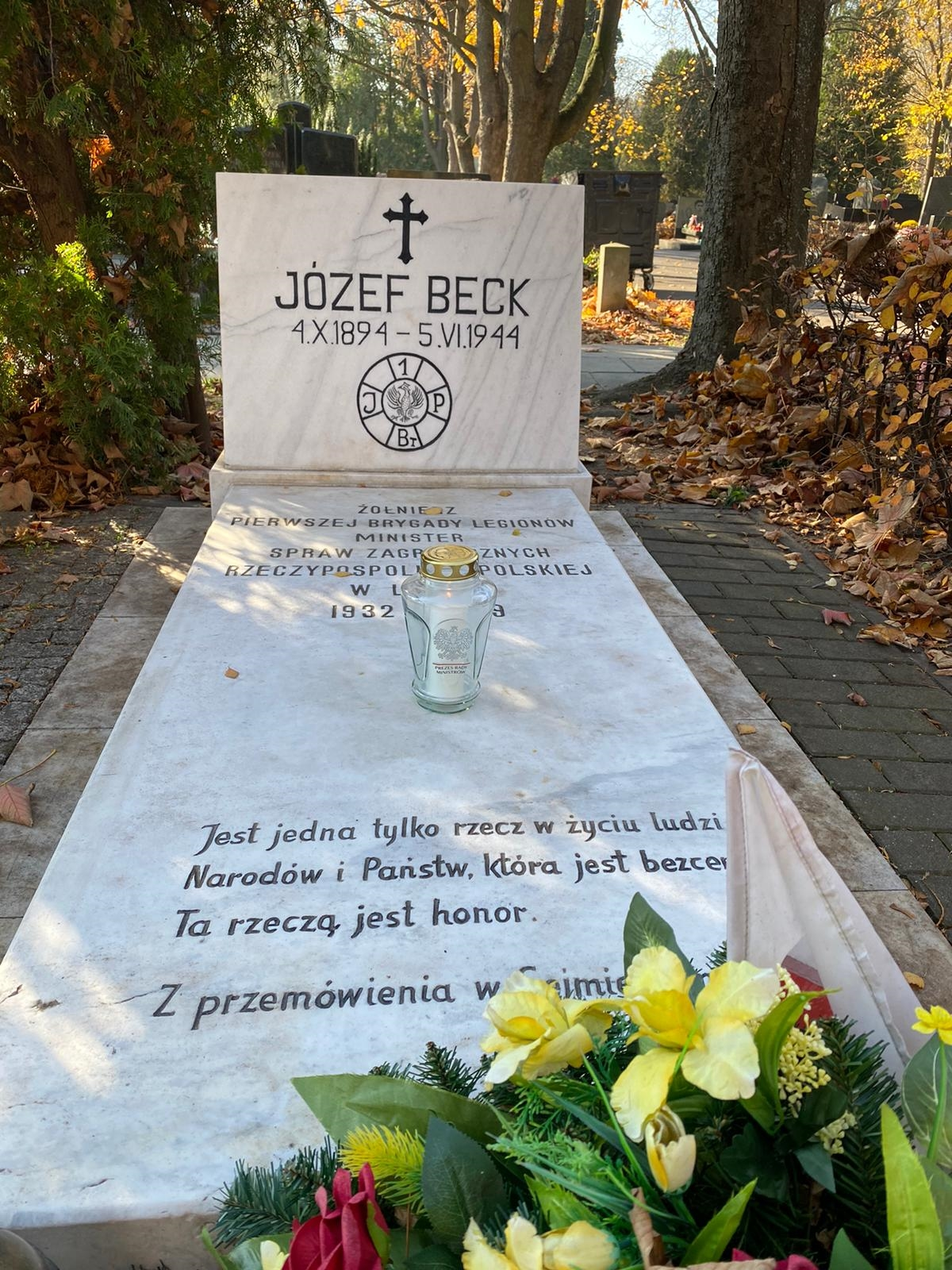
Grób Becka na cmentarzu Wojskowym na Powązkach w Warszawie po renowacji (2022)

Józef Beck został pochowany na cmentarzu prawosławnym w Bukareszcie, w części wojskowej. W jego pogrzebie, odprawionym zgodnie z honorami wojskowymi, brała udział m.in. rumuńska gwardia królewska, a ceremonię prowadził węgierski pastor kalwiński. W 1991 trumnę z prochami Józefa Becka sprowadzono do kraju i 21 maja złożono na Cmentarzu Wojskowym na Powązkach w Warszawie (kwatera 27CII-3-1). W 2022 roku z inicjatywy premiera Mateusza Morawieckiego, Fundacja „Stare Powązki” w ramach projektu odrestaurowywania grobów ministrów II RP, odnowiła grób Józefa Becka.

## Ordery i odznaczenia

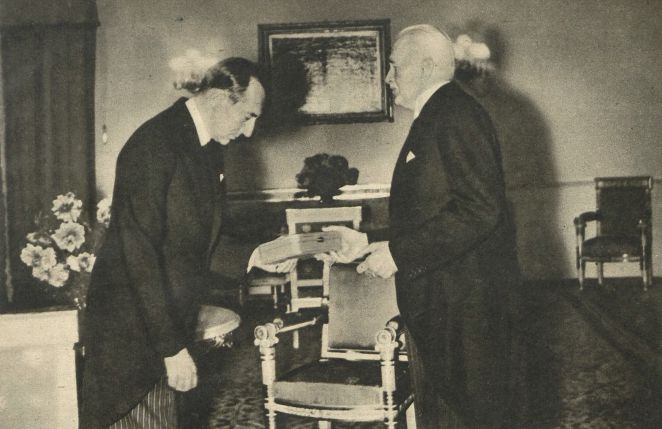
Minister Józef Beck odbiera od prezydenta Ignacego Mościckiego insygnia Orderu Orła Białego (9 października 1938)

- Order Orła Białego (11 października 1938)[86]
- Krzyż Srebrny Orderu Wojskowego Virtuti Militari[87] nr 3451 (17 maja 1922)[88][89]
- Wielka Wstęga Orderu Odrodzenia Polski (11 listopada 1934)[87][90][91]
- Krzyż Niepodległości z Mieczami (12 maja 1931)[87][92]
- Krzyż Oficerski Orderu Odrodzenia Polski (2 maja 1923)[87][93][94][95]
- Krzyż Walecznych (trzykrotnie w 1922)[96]
- Złoty Krzyż Zasługi (24 maja 1929)[97][87]
- Medal Pamiątkowy za Wojnę 1918–1921[87]
- Medal Dziesięciolecia Odzyskanej Niepodległości[87]
- Odznaka pamiątkowa artylerii konnej II RP
- Odznaka ZHP „Wdzięczności” (1938)[98]
- Wielka Wstęga Orderu Leopolda (Belgia)[87]
- Wielka Wstęga Orderu Korony (Belgia, 1931)[99]
- Wielka Wstęga Orderu Estońskiego Czerwonego Krzyża (Estonia, 1932)[100]
- Wielka Wstęga Orderu Krzyża Orła (Estonia, 1933)[87][101]
- Wielka Wstęga Orderu Herbu Państwowego (Estonia, 1938)[102]
- Krzyż Wielki Orderu Legii Honorowej (Francja)[87].
- Krzyż Wielki Orderu Krzyża Południa (Brazylia, 1934)[103]
- Krzyż Wielki Orderu Lwa Białego (Czechosłowacja)[87]
- Krzyż Wielki Orderu Danebroga (Dania)[87]
- Krzyż Wielki Orderu Białej Róży Finlandii (Finlandia)[87][104]
- Krzyż Wielki Orderu Feniksa (Grecja, 1932)[87][105]
- Krzyż Wielki Orderu Zasługi Cywilnej (Hiszpania)[87]
- Krzyż Wielki Orderu Korony Jugosłowiańskiej (Jugosławia, 1931)[87][106]
- Krzyż Wielki Orderu Orła Białego (Jugosławia, 1936)[87][107]
- Krzyż Wielki Orderu Trzech Gwiazd (Łotwa, 1934)[87][108]
- Krzyż Wielki Orderu Świętego Olafa (Norwegia, 1933)[87][109]
- Krzyż Wielki Orderu Chrystusa (Portugalia, 1931)[87]
- Krzyż Wielki Orderu Gwiazdy Rumunii (Rumunia)[87]
- Krzyż Wielki Orderu Korony Rumunii (Rumunia, 1933)[110]
- Krzyż Wielki Orderu Wiernej Służby (Rumunia, 1934)[87][111]
- Krzyż Wielki Orderu Gwiazdy Polarnej (Szwecja, 1932)[87][105]
- Krzyż Wielki Orderu Wazów (1938, Szwecja)[112]
- Krzyż Wielki Orderu Zasługi (Węgry)[87]
- Krzyż Wielki Orderu śś. Maurycego i Łazarza (Włochy)[87]
- Krzyż Wielki Orderu Korony Włoch (Włochy)[87]
- Wielki Oficer Orderu św. Sawy (1927, Jugosławia)[87][113]
- Wielki Oficer Orderu Korony Rumunii (Rumunia)[87]
- Krzyż Komandorski Orderu Białej Róży Finlandii (Finlandia)[114][87]
- Krzyż Komandorski Orderu Lwa Białego (Czechosłowacja, 1928)[115][87]
- Krzyż Komandorski Orderu Trzech Gwiazd (Łotwa)[87]
- Krzyż Komandorski Orderu Gwiazdy Rumunii (Rumunia, zezwolenie 1929)[114][87]
- Krzyż Komandorski Orderu Korony Rumunii (Rumunia, 1928)[116]
- Krzyż Oficerski Orderu Legii Honorowej (Francja, 1928)[117]
- Krzyż Wojenny (Belgia)[87]
- Krzyż Wojskowy (Belgia)[87]
- Medal Koronacyjny Króla Jerzego VI (Wielka Brytania, 1937)[118]
- Kawaler Magistralny Orderu Maltańskiego (SMOM)[87]

## Wyróżnienia
Józef Beck otrzymał tytuł honorowego obywatela miasta Kielce 21 listopada 1934 oraz honorowe członkostwo Kolejowego Przysposobienia Wojskowego 19 czerwca 1939.

## Kontrowersje
Józef Beck nadużywał alkoholu. Poczynania Józefa Becka, który przez długie lata praktycznie samodzielnie decydował o linii polskiej polityki zagranicznej, były krytykowane zarówno przez historiografię PRL, jak i antysanacyjnych polityków związanych z rządem londyńskim. Często winiono go za doprowadzenie do klęski wrześniowej – głosy takie pojawiały się np. w otoczeniu gen. Władysława Sikorskiego. Krytykowano również stosunek Becka do Czechosłowacji, a także zarzucano mu nastawienie proniemieckie. Różnie oceniany był także w samym obozie piłsudczykowskim. Stanisław Mackiewicz pisał, że polityka Piłsudskiego to skrzydła zrywające się do lotu, a Beck to płaz czołgający się po ziemi, który w polityce widział tylko cynizm.
Historyk Marian Wojciechowski pisał na temat Becka i prowadzonej przez niego polityki: Józef Beck był człowiekiem o nieprzeciętnej inteligencji, dużym dynamizmie i nerwie politycznym. Jego sposób rozumowania obracał się jednak w sztywnych kategoriach techniki dyplomatycznej: sojuszy politycznych, asekurowanych i reasekurowanych innymi porozumieniami. Był to sposób rozumowania oderwany od podłoża historycznego, bez pojmowania tkwiących w teraźniejszości elementów przeszłości. Odnosi się to zwłaszcza do Niemiec hitlerowskich, których istoty Beck nie rozumiał.
Beck, prowadząc polską politykę zagraniczną, dążył do zachowywania równych odległości wobec potężnych sąsiadów II Rzeczypospolitej. Jednak po podpisaniu w 1934 roku polsko-niemieckiej deklaracji o niestosowaniu przemocy Polska uchodziła za państwo posiadające bliższe relacje z Niemcami niż z ZSRR mimo posiadania od 1932 roku podobnej umowy także ze wschodnim sąsiadem. Z tego powodu w okresie PRL polski minister był skrajnie niepopularny. Beck pragnął jednak dobrych stosunków z Rzeszą jedynie w celu wzmocnienia bezpieczeństwa Polski, jak również prowadzenia swoistej dyplomatycznej gry, dzięki której chciał wygrywać jednych europejskich graczy kosztem innych. Olgierd Terlecki pisze m.in.: Nigdy Beck (…) nie był politycznym germanofilem lub tym bardziej hitlerofilem najbledszej nawet barwy i nigdy nie miał nic wspólnego z bardzo zresztą w Polsce nielicznymi politykami gatunku Władysława Studnickiego, zawsze i bez względu na cenę gotowych podporządkowywać Polskę Niemcom w działaniach przeciwrosyjskich. Uważał jednak, że będzie mógł długo manewrować Niemcami wobec Związku Radzieckiego i Francji, oraz Francją i może Związkiem Radzieckim, z dodaniem sił pomniejszych, wobec Niemiec.
Spore kontrowersje wzbudzała i wzbudza nadal polityka Józefa Becka wobec Czechosłowacji, a zwłaszcza decyzja o zajęciu Zaolzia. Bazował on w tej kwestii na poglądach Piłsudskiego, który twierdził, iż południowy sąsiad Polski jest tworem nietrwałym, skazanym na rozpad ze względu na sporą liczbę mniejszości narodowych, jak również agresywne plany krajów ościennych. Obecnie wielu historyków wskazuje, że działające w porozumieniu Czechosłowacja i Polska miałyby spore szanse na stawienie skutecznego oporu wojskom niemieckim w przypadku odrzucenia żądań Rzeszy przez władze tego pierwszego kraju. Woli porozumienia brakowało jednak po obu stronach.

### Rosyjskie oskarżenia o agenturalność
W sierpniu 2009 na stronie internetowej Służby Wywiadu Zagranicznego Rosji (SWR) znalazła się informacja, że Józef Beck był agentem niemieckiego wywiadu, a Stanisław Mikołajczyk – służb brytyjskich. Twierdzenia takie zostały zamieszczone w tekście na temat nakręconego przez SWR filmu dokumentalnego Jewgienija Potijewskiego z 1998 r. Trzy konferencje, opowiadającego o konferencjach w Teheranie, Jałcie i Poczdamie. Konsultantem tej produkcji był Wadim Kirpiczenko, były wieloletni wiceszef Pierwszego Zarządu Głównego (wywiadu) KGB ZSRR. Zajmujący się biografią Becka szef Stacji Naukowej Polskiej Akademii Nauk w Moskwie, prof. Mariusz Wołos, określił informacje rosyjskie jako bzdurę. Jego zdaniem, były one reminiscencjami oskarżeń władz francuskich z okresu, gdy Beck sprawował funkcję attaché wojskowego RP w Paryżu. Jak stwierdził Wołos: 

To są pogłoski, które krążyły po korytarzach i w prasie. Nie mają pokrycia w absolutnie żadnych dostępnych źródłach – także źródłach wywiadu francuskiego, niemieckiego czy polskiego.

Władysław Bułhak z Instytutu Pamięci Narodowej podał także, że Becka nazywali „płatnym agentem niemieckim” również polscy prominentni politycy dwudziestolecia międzywojennego: Władysław Sikorski, Józef Haller, Stanisław Kot, Maciej Rataj oraz Ignacy Paderewski.

## Wywód genealogiczny
| Józef Beck ok. 1832-1894 | Józef Beck ok. 1832-1894 |                            |                            | Anna Kuczyńska ur. ok. 1830 | Anna Kuczyńska ur. ok. 1830 |  |  | Jan Łuczkowski ur. ok. 1830 | Jan Łuczkowski ur. ok. 1830 |                                             |                                             | Julia Halicka ur. ok. 1840 | Julia Halicka ur. ok. 1840 |
|                          |                          |                            |                            |                             |                             |  |  |                             |                             |                                             |                                             |                            |                            |
|                          |                          |                            |                            |                             |                             |  |  |                             |                             |                                             |                                             |                            |                            |
|                          |                          | Józef Alojzy Bek 1867–1931 | Józef Alojzy Bek 1867–1931 |                             |                             |  |  |                             |                             | Bronisława Filipina Łuczkowska ur. ok. 1863 | Bronisława Filipina Łuczkowska ur. ok. 1863 |                            |                            |
|                          |                          |                            |                            |                             |                             |  |  |                             |                             |                                             |                                             |                            |                            |
|                          |                          |                            |                            |                             |                             |  |  |                             |                             |                                             |                                             |                            |                            |
|                          |                          |                            |                            |                             |                             |  |  |                             |                             |                                             |                                             |                            |                            |

|  |  |  |  | Józef Beck 1894-1944 |

Źródło: M.J. Minakowski, Genealogia potomków Sejmu Wielkiego